# Убивство Павла I
Вбивство Павла I, переворот 1801 — загибель російського імператора Павла I в ніч з понеділка 11 (23) березня на вівторок 12 (24) березня 1801 року (0:45 — 1:45), в результаті змови за участю гвардійських офіцерів у будівлі Михайлівського замку.
О пів на першу ночі група з 12 офіцерів увірвалася в спальню імператора і, внаслідок конфлікту, він був побитий, отримав удар у скроню важкою золотою табакеркою і був задушений шарфом. Натхненниками змови були Микита Панін та Петро Пален, а групу безпосередніх виконавців («п'яних гвардійців») очолювали Микола Зубов та Леонтій Беннігсен. Причинами змови було невдоволення учасників непередбачуваною політикою, проведеної Павлом I, і, особливо, образи і опала, якої було піддано багато їх і під яку будь-якої миті могли потрапити інші — тобто бажання змінити царя на більш «поступливого». Також підозрюється фінансування Великою Британією, незадоволеною розривом відносин із Росією та її союзом із Наполеоном. Поінформованість цесаревича Олександра Павловича про прийдешнє вбивство його батька перебуває під питанням. На території Російської імперії інформація про цю подію була під цензурною забороною до революції 1905 року, хоча активно висвітлювалася зарубіжною та емігрантською пресою. Офіційною версією в Російській імперії понад сто років була смерть від хвороби з природних причин: «від апоплексичного удару» (інсульту). Будь-які публікації, де був натяк на насильницьку смерть імператора, припинялися цензурою.

## Обставини

### Передумови

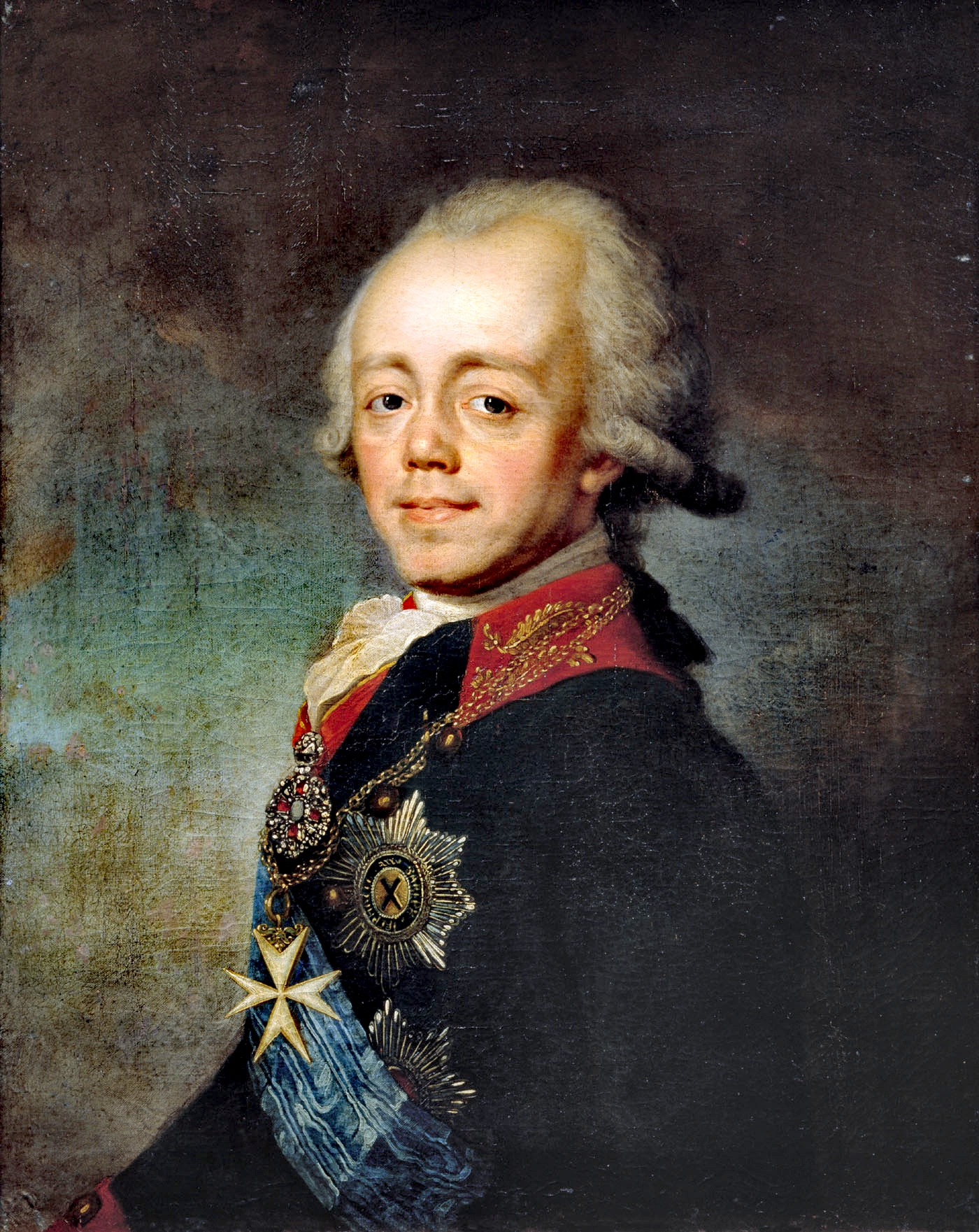
Павло І на портреті З. Щукіна

- Жорсткі методи управління Павла I, створена ним обстановка страху і невпевненості, невдоволення вищих дворянських кіл (позбавлених колишньої свободи та привілеїв), столичного гвардійського офіцерства та нестабільність політичного курсу призвели до виникнення змови проти імператора. Павло переносив опали з підданих на рідних, погрожував самій династії, що дозволило учасникам заколоту вважати себе вірними Романовим.
- Мусована в суспільстві тема ненормальності Павла та його об'єктивно непопулярні накази, зокрема про одяг та зачіски. Наприклад:
  - 13 грудня 1800 року Павло запропонував Папі римському переселитися до Росії.
  - З 1799 року, пише Чарторийський, — «Павла стали переслідувати тисячі підозр: йому здавалося, що його сини недостатньо йому віддані, що його дружина бажає царювати замість нього. Занадто добре вдалося навіяти йому недовіру до імператриці та його старих слуг. З цього часу почалося для всіх, хто був близьким до двору, життя, повне страху, вічної невпевненості».
- Погіршення відносин царя з дворянством та гвардією.
  - 2 травня 1800 р. за різкі слова щодо ордена св. Анни (що носить ім'я коханої царя — Анни Лопухіної-Гагаріної) штабс-капітан Кирпичников отримав 1000 палиць. Ейдельман пише, що «сучасники вважали, що цей винятковий навіть на той час акт зіграв чималу моральну роль передісторії змови. У кількох спогадах історія Кирпичникова представлена як виправдання змовників». «Строгіше цього наказу, — зауважує сучасник, — не було жодного в царюванні Павла. Ця обставина мала вплив на ту подію, яка припинила його правління»[4].
- Зовнішня політика Павла суперечила інтересам Англії. Англія, ймовірно, субсидувала змовників[4]. «Війна з Англією стрімко наближалася. Разом з цим посилилася і аналогія, історична паралель з 1762, коли Петро III готував непопулярну війну з Данією, і початковий план перевороту був пов'язаний з виїздом царя в армію, можливим захопленням столиці»[4].
- Повідомлення про чутку, яка полягала в тому, що Павло ніби хотів ув'язнити дружину і старших дітей у фортецю і одружитися чи то на Гагаріній, чи то на мадам Шевальє: «Цей великий удар полягав у ув'язненні імператриці в Холмогори, віддалених за 80 верст від Архангельська; місце дике, порожнє, де нещаслива родина Ульріха Брауншвейгського нудилося протягом довгих років. Шліссельбург мав бути місцем ув'язнення великого князя Олександра; Петропавлівська фортеця була призначена великому князю Костянтину. Пален та деякі інші мали загинути на ешафоті» (невідомо, наскільки відповідає істині, а наскільки був результатом інтриг і пліток Палена). Епізод із Рібоп'єром (див. нижче), що викликав висновок спадкоємця.
  - Кричучий указ про узаконення майбутніх позашлюбних дітей імператора (див. Мусіної-Юр'євої Марфи Павлівни
  - Прибуття Євгена Вюртембергського (племінника Марії Федорівни), якого Павло ніби має намір одружити зі своєю старшою дочкою і зробити спадкоємцем.
  - Чутка про випрошення графом Паленом дозволу імператора на виняткові повноваження — заарештувати у разі потреби імператрицю і великих князів, і отримання ним письмового наказу.

З листа Семена Воронцова, написаного езопівською мовою:
|  | «Ми на судні, капітан якого та екіпаж становлять націю, чия мова нам не знайома. У мене морська хвороба, і я не можу встати з ліжка. Ви приходите, щоб мені оголосити, що ураган міцнішає і судно гине, бо капітан збожеволів, б'ючи екіпаж, у якому понад 30 осіб, які не сміють опиратися його витівкам, бо він уже кинув одного матроса в море і вбив іншого. Я думаю, що судно загине; але Ви кажете, що є надія на порятунок, тому що перший помічник капітана - молода людина, розважлива і м'яка, яка користується довірою екіпажу. Я Вас заклинаю повернутися наверх і повідомити юнаку і матросам, що їм слід рятувати судно, частина якого (так само як і частина вантажу) належить юнаку, що їх 30 проти одного і що смішно боятися смерті від руки божевільного капітана, коли незабаром усі і він сам потонуть через це божевілля. Ви мені відповідаєте, що, не знаючи мови, Ви не можете з ним говорити, що Ви вирушаєте нагору, щоб бачити, що відбувається. Ви повертаєтеся до мене, щоб оголосити, що небезпека збільшується, оскільки божевільний, як і раніше, керує, але що Ви, як і раніше, сподіваєтеся. Прощавайте! Ви щасливіші за мене, мій друже, бо я більше не маю надії». |

### План змовників

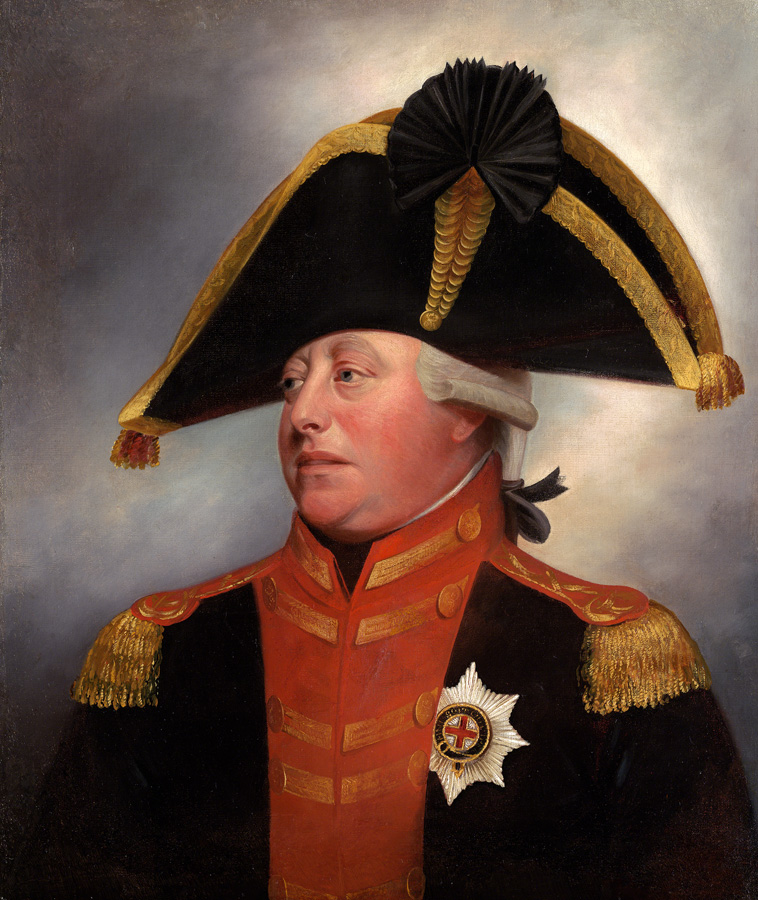
Король Англії Георг III, сучасник імператора Павла

Створення ядра коаліції змовників, які вірять у необхідність змін, відноситься ще до літа 1799 року. Незадовго доти, у листопаді 1798 року, у Смоленську було розкрито таємна організація офіцерів, яка планувала зміщення, і, можливо, і вбивство Павла Петровича (так званий Каналський цех).
Спочатку, за власними заявами, змовники мали намір обмежитися арештом Павла для того, щоб змусити його зректися престолу на користь старшого сина. Панін і Пален були солідарні у необхідності запровадження конституції, проте Панін бачив спосіб у регентстві, а Пален — у знищенні Павла I. Ейдельман пише, що Пален «тримаючи в резерві когорту незадоволених, зондуючи, промацуючи саме тих, хто „мовчить і діє“, він до певного часу не відкриває задумів і майже нікого не поінформує про конкретний план, термін, навіть цілі, наприклад, пояснюється з близькими співучасниками щодо регентства, збереження життя Павла при внутрішній переконаності, що царя треба вбити».
Бенігсен писав: «Прийнято було рішення оволодіти особливою імператора і відвезти його в таке місце, де він міг би перебувати під належним наглядом, і де він був позбавлений можливості робити зло». Передбачається, що так вважала більшість змовників, яким було страшно підняти руку на монаршу особу, а організатори змови від початку планували криваву розв'язку.

### Учасники змови

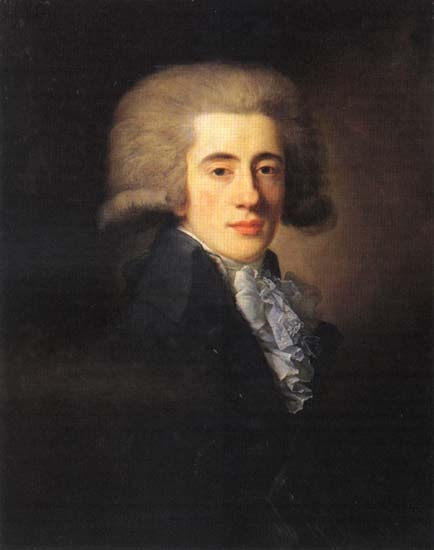
Микита Панін

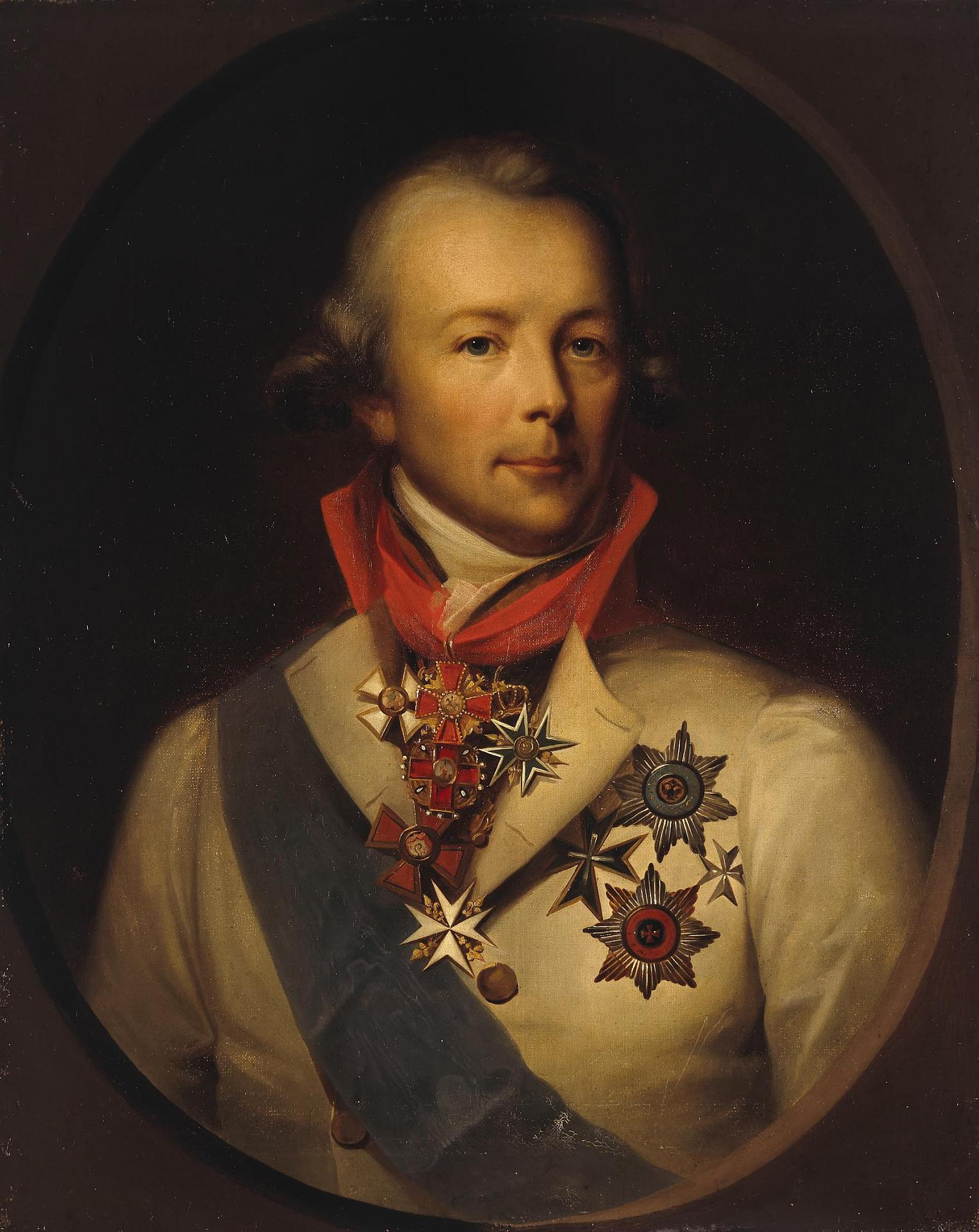
Петро Пален

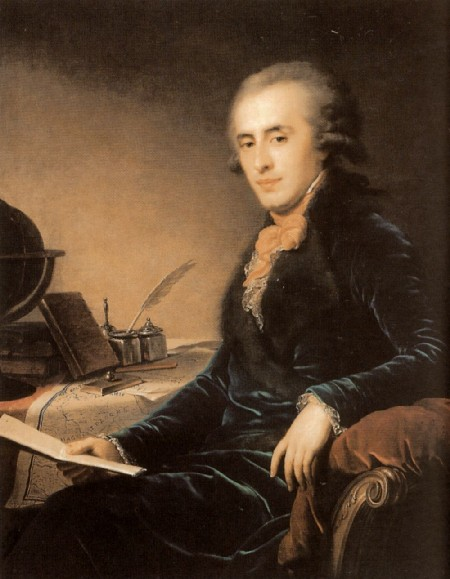
Платон Зубов

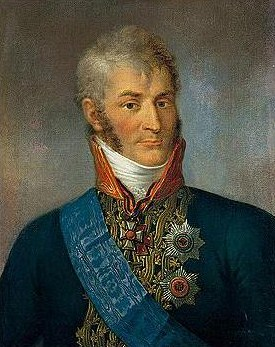
Микола Зубов

Загальна кількість осіб, залучених до змови, за оцінками становить від 180 до 300 людей. Ейдельман орієнтовно ділить змовників на три основні групи:
1. Перша — вожді, найбільш долучені, які були у курсі остаточного плану убивства, а також Зубови
  1. Микита Панін — віце-канцлер, був ідейним натхненником змови. Був висланий із Петербурга і фізично був відсутній під час розв'язки.
  2. Петро Пален — генерал-губернатор Петербурга, взяв на себе функції технічного керівника змови. У листопаді 1800 року потрапив у опалу.
  3. Осип Дерібас — брав участь у первісному плануванні змови, але помер 2 (14) грудня 1800 року, причому існує гіпотеза, що його отруїв барон Пален, який перебував біля ліжка хворого в ніч смерті адмірала, стежачи за тим, щоб хворий, без тями, не видав змовників, — оскільки в останній місяць перед його смертю Павло пом'якшився до Дерібаса, і той міг видати спільників.
  4. Зубови:
    1. Платон Зубов, князь — последний фаворит Катерини II. Був віддалений Павлом від двору, але завдяки інтризі обвів Кутайсова навколо пальця, і той клопотав перед імператором про його повернення. Був залучений до змови завдяки значному впливу, заробленому ним в останні роки царювання Катерини, його широким зв'язкам, колу знайомств і облагороджених ним офіцерів. Був свого роду символом катерининського часу.
    2. Микола Зубов, граф — його брат, зять Суворова. Дурний, але великий, фізично сильний чоловік, притягнутий через свої родинні зв'язки і симпатії солдатів. З ним вважали за краще не ділитися інформацією, оскільки його дружина була дуже балакуча.
    3. Валеріан Зубов, його брат, втратив на війні ногу, і тому не ходив у замок.
    4. Ольга Жеребцова — його сестра. Її вважали коханкою посла Вітворта, вона влаштовувала пишні вечори, на яких під пристойним приводом могли збиратися змовники. Петро Лопухін, близький родич Жеребцової, розповідав[5][6]про неї князю Лобанову: «Вітворт за посередництвом О. А. Жеребцової був у зносинах зі змовниками; у її будинку відбувалися збіговиська, через її руки мала пройти сума, призначена в нагороду за вбивство або щонайменше за усунення імператора Павла від престолу… За кілька днів до 11 березня Жеребцова знайшла безпечнішим для себе виїхати за кордон і в Берліні очікувала результату подій… [Після смерті Павла, у Лондоні] вона одержала від англійського уряду суму, що відповідала 2 млн руб. Ці гроші мали бути розподілені між змовниками, особливо між тими, які брали участь у вбивстві. Але Жеребцова вважала за краще утримати всю суму за собою, будучи впевненою, що ніхто не наважиться вимагати заслуженої винагороди». Однак жодних переконливих доказів фінансування змови Великою Британією досі не виявлено
2. Пізніше були залучені офіцери, які беруть участь у розробці стратегії, але керували наступній ступені ієрархії. Займалися вербуванням серед третьої групи.
  1. Леонтій Беннігсен — командир Изюмського легкокінного полка, був однією з головних дійових осіб, які позбавили Павла I престолу. Був засланий Павлом, потім на початку 1801 року граф Пален повернув Беннігсена в Петербург, будучи впевненим у тому, що це необхідний йому виконавець. На початку Беннігсена добре прийняв імператор, але незабаром той перестав із ним навіть розмовляти.[1] Фактичний вождь колони царевбивць, які увірвалися до спальні, проте, за власними словами, уникнув участі в безпосередньому вбивстві.
  2. Олександр Аргамаков — племінник Дениса Фонвизина, був полковим ад'ютантом Преображенського полку і плац-майором Михайлівського замку. Він був необхідний змовникам, щоб потрапити всередину замку через його розвідні мости. Мав повноваження входити до імператора для доповіді про надзвичайні події в місті в будь-який час доби; йшов на чолі колони Платона Зубова, як головний провідник змовників.
  3. Павло Голенищев-Кутузов (за деякими даними) — флігель-ад'ютант імператора, відразу ж після перевороту призначений командиром Кавалергардського полку.
  4. Іван Муравйов-Апостол — автор одного з нереалізованих проектів законодавчого обмеження верховної влади.
  5. Командири гвардійських полків:
    1. Микола Депрерадович — Семенівського;
    2. Федір Уваров — Кавалергардського;
    3. Петро Тализін — Преображенського;
    4. Іван Янкович-де-Мірієво — Кінногвардійского;

  6. Шефи полків:
    1. Микола Вердеревський — Кексгольмського;
    2. Ушаков — Сенатських батальйонів;
    3. Павло Тучков — 1-го Артилерійського полку.
3. Середні та молодші офіцери, яких відібрали за принципом їхнього невдоволення, неприязні, ненависті до павлівської системи, необізнані, деякі з них стали безпосередніми виконавцями, а інші — лише співучасниками, які не заплямували своїх рук царевбивством. Наприклад:
  1. Костянтин Полторацький — про його записки див. вище. Залишався зі своїми солдатами.
  2. Сергій Марін, Преображенського полку поручик — також стояв на варті й контролював солдатів (командував внутрішньою вартою преображенців — вартою лейб-батальйону — у Михайлівському замку).
  3. М. Бібіков, офіцер (полковник?) — відомий із записів Л. Беннігсена, його роль у царевбивстві незрозуміла, зайшов до передпокою разом із семенівцями.
  4. Відомі із записок М. А. Фонвізіна: Преображенського полку полковник Запольський (командир 4-го батальйону Преображенського полку); Преображенського полку капітан Шеншин; Преображенського полку штабс-капітан барон Розен; Преображенського полку поручик Леонтьєв (зять учасника змови графа Миколи Зубова, або, можливо, це Володимир Олексійович Леонтьєв, офіцер Семенівського полку, 3-го батальйону, в ніч убивства був візитер-рундом у варті Михайлівського замку, про що у своїх спогадах досить докладно пише його молодший брат Михайло, також непрямий учасник тих подій[7]); Преображенського полку поручик Аргамаков; Преображенського полку поручик Аргамаков (рідний брат попереднього); Семенівського полку полковник граф Толстой; Ад'ютант в. к. Олександра Павловича князь Волконський; Семенівського полку (?) поручик Савельєв; Семенівського полку (?) поручик Кікін; Семенівського полку (?) поручик Писарєв; Семенівського полку (?) поручик Полторацький (в іншому місці автор називає його прапорщиком); Семенівського полку (?) поручик Юхимович; Ізмайлівського полку поручик Савельєв (в іншому місці автор називає його прапорщиком); Семенівського полку (?) поручик Єфимович; Ізмайлівського полку поручик Кутузов; Кавалергардського полку ротмістр Тітов; Кавалергардського полку (?) Поручник Горбатов; флотський капітан командор Клокачов.

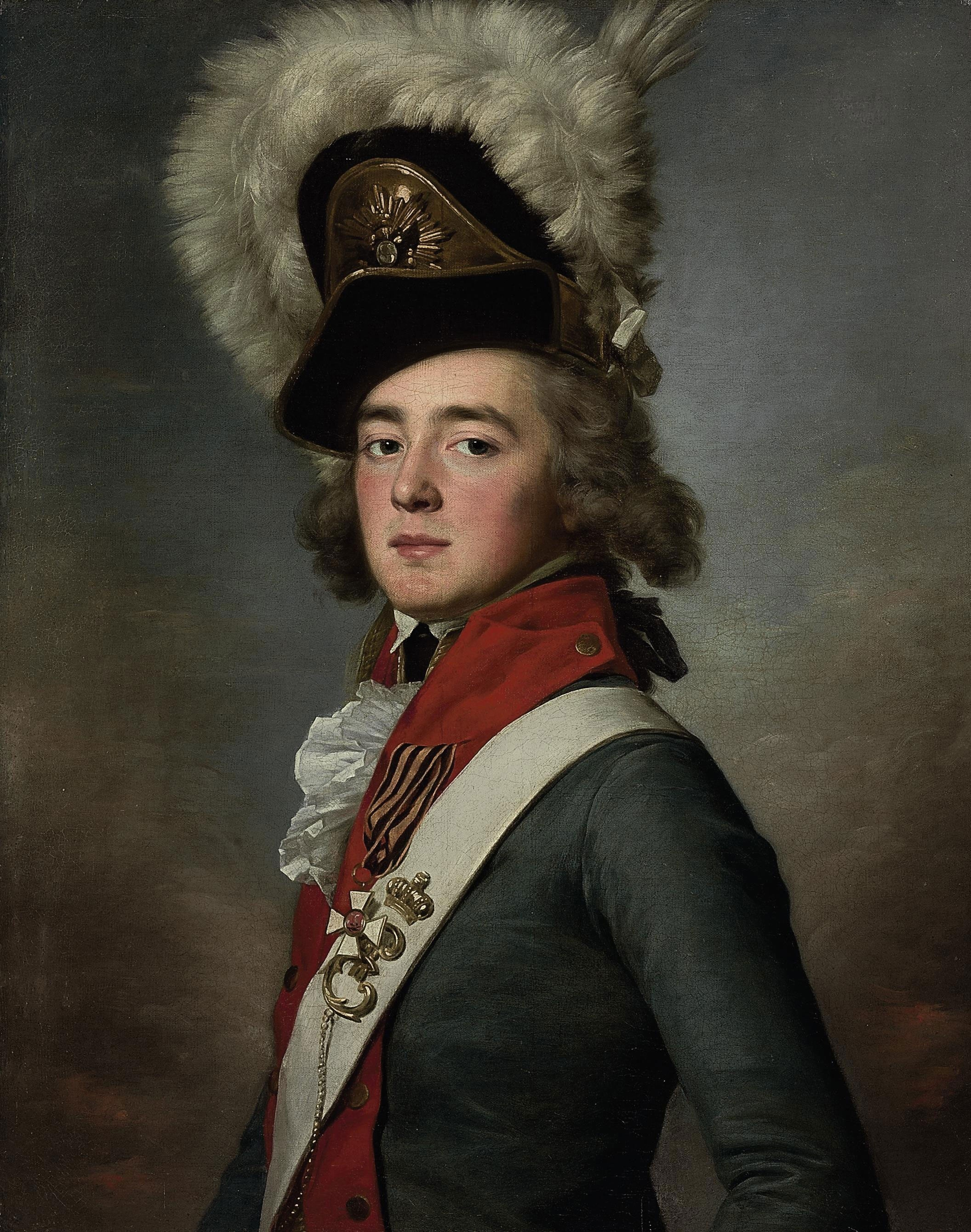
Валеріан Зубов
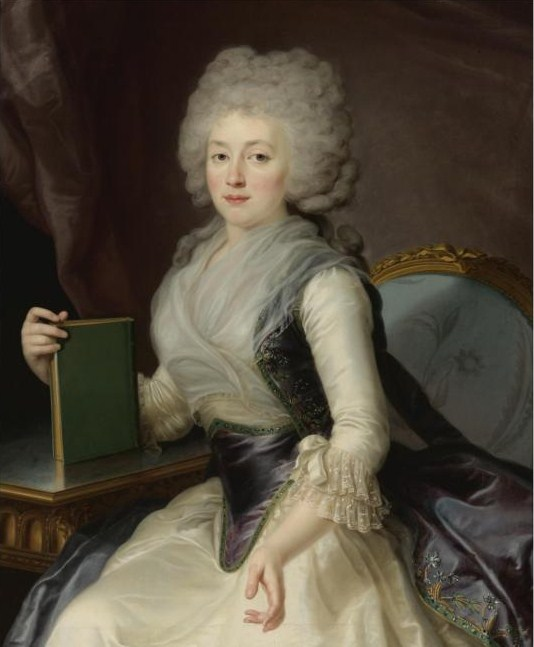
Ольга Жеребцова
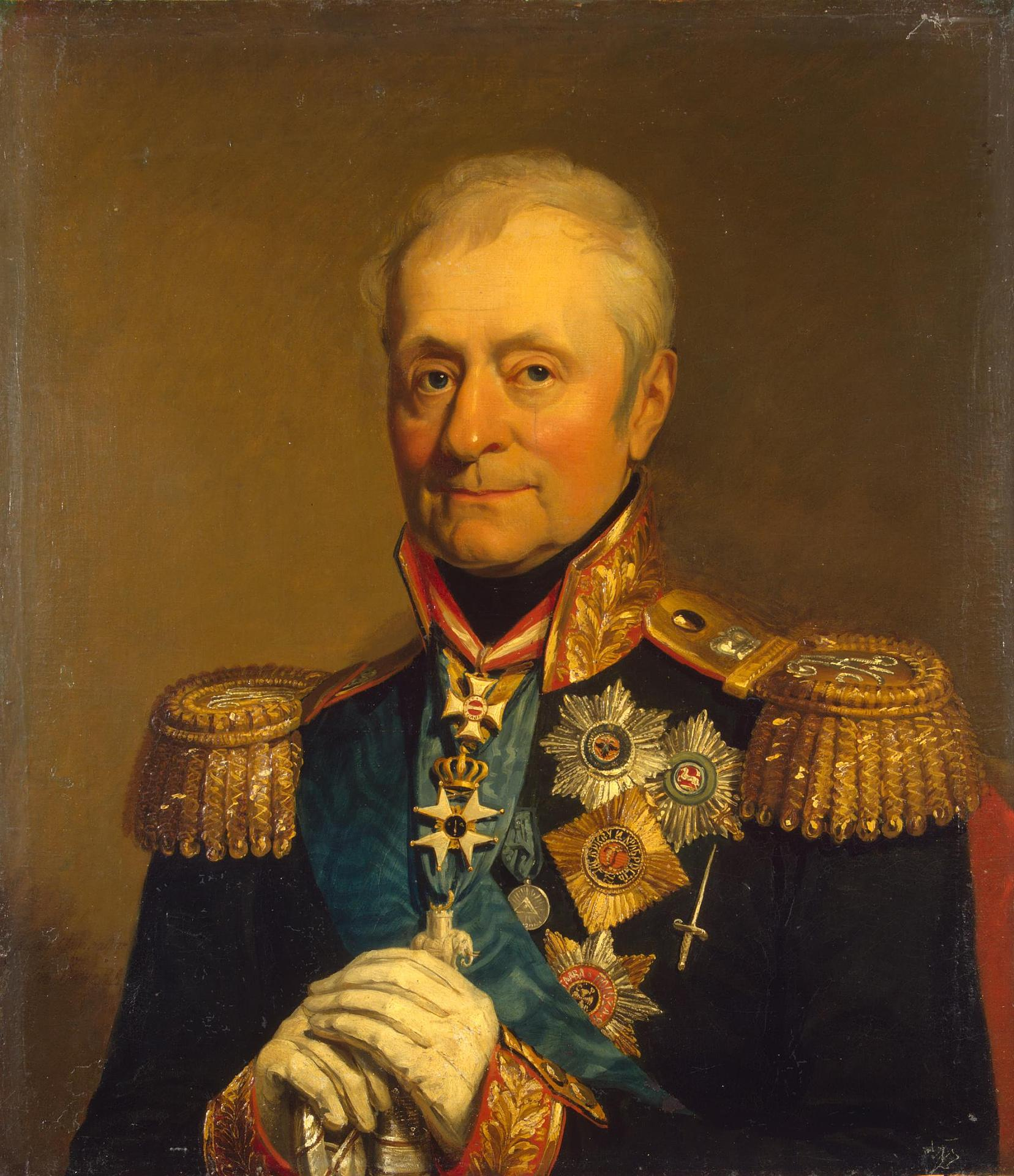
Беннігсен
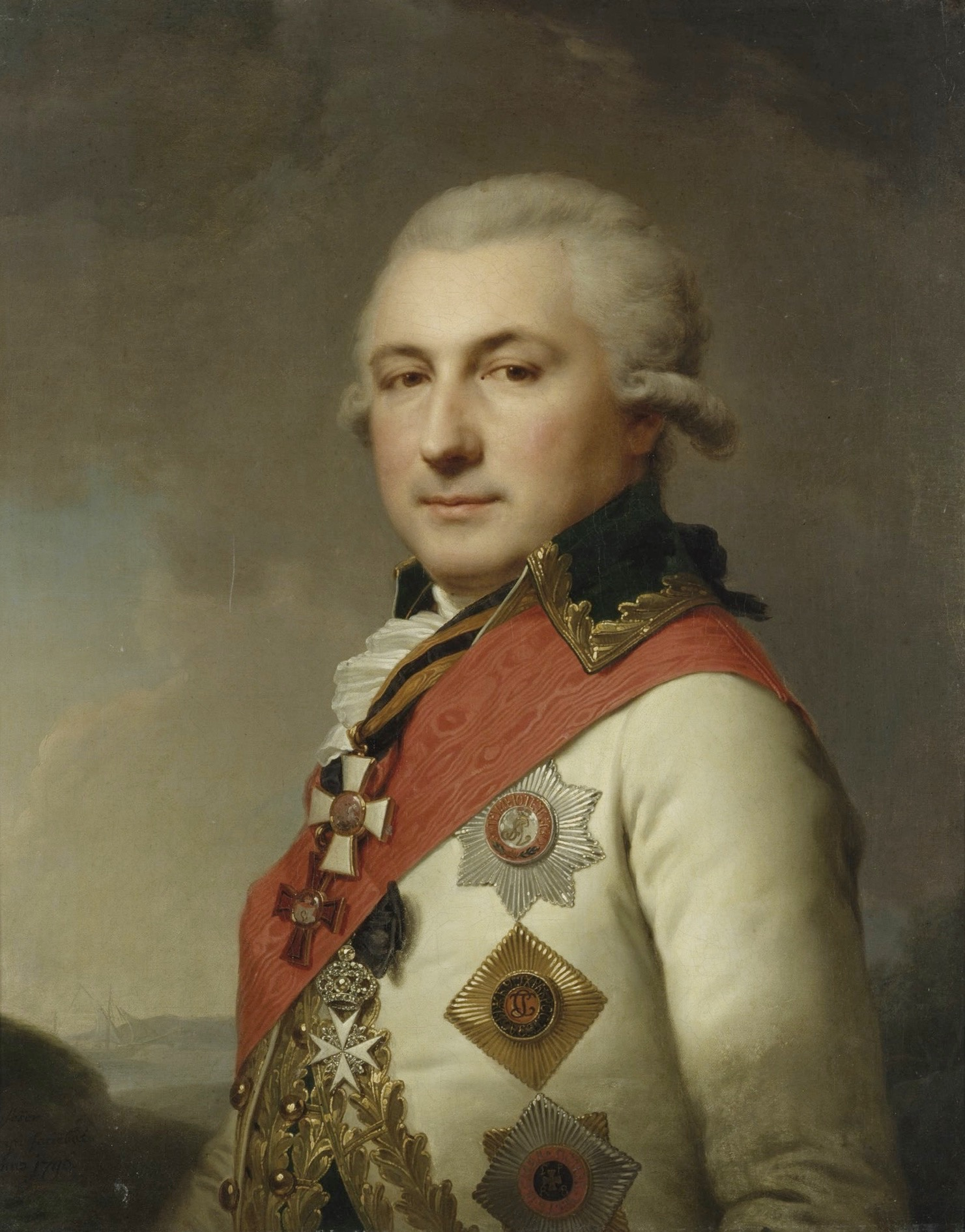
де Рібас
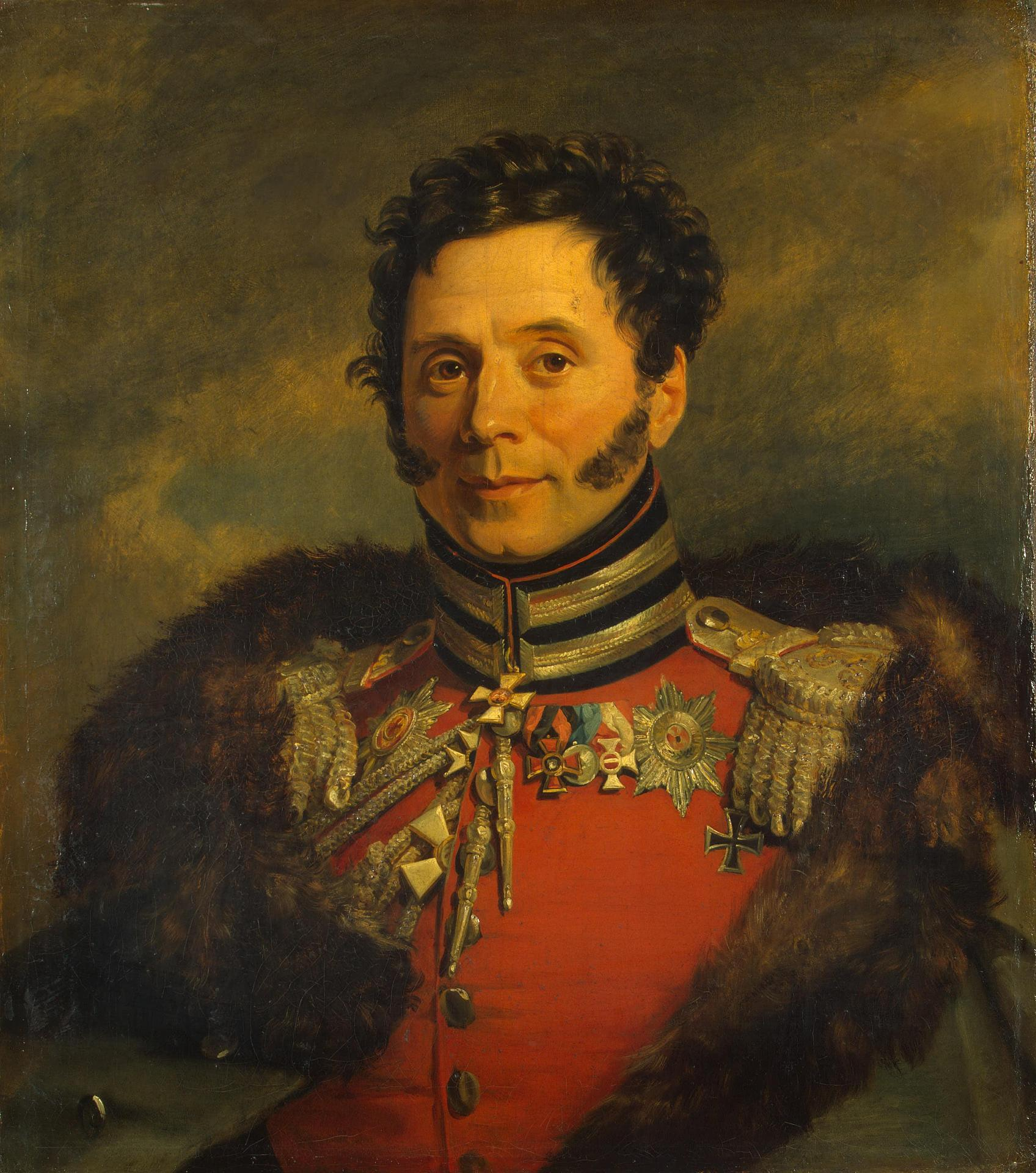
Депрерадович
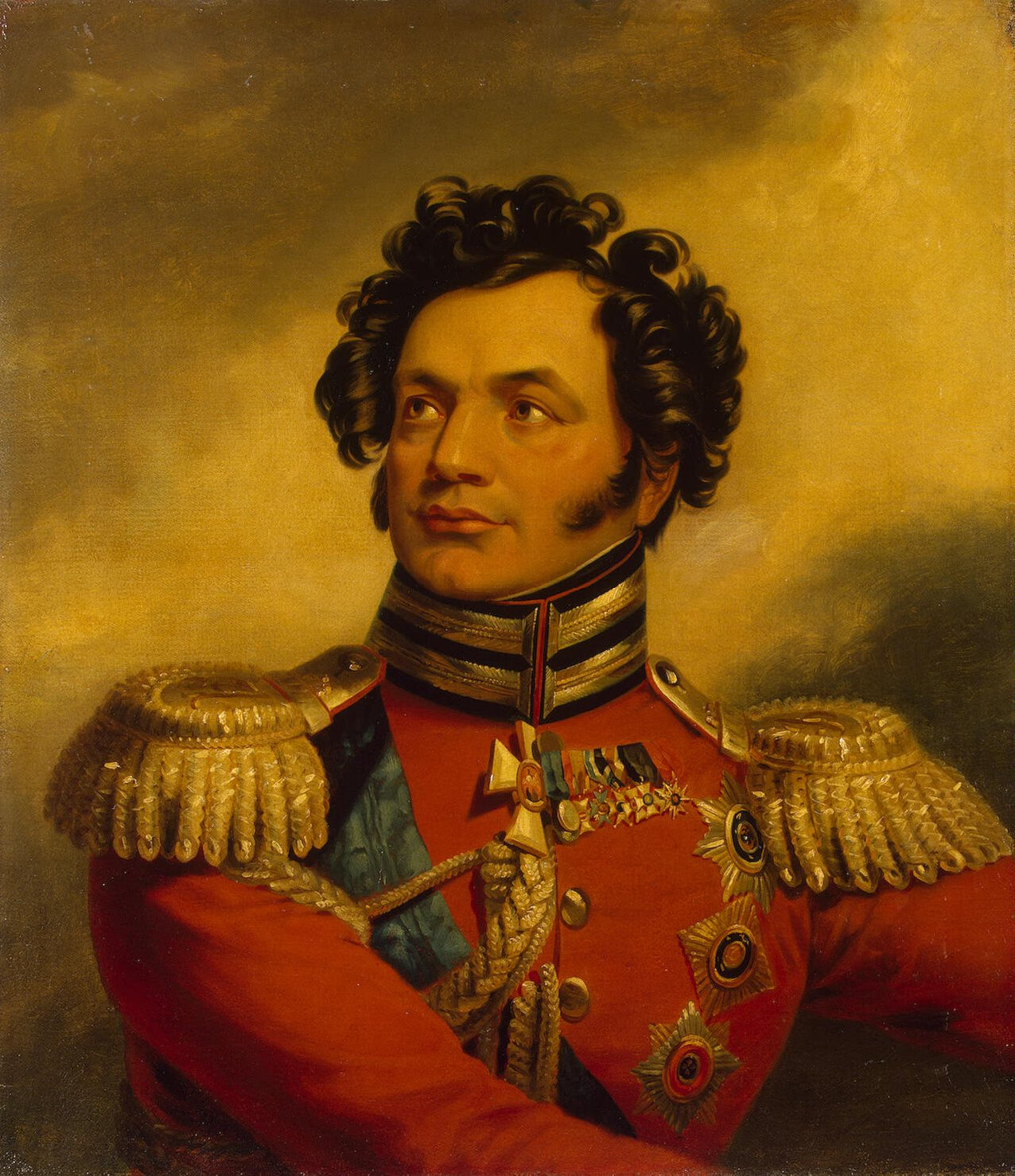
Уваров
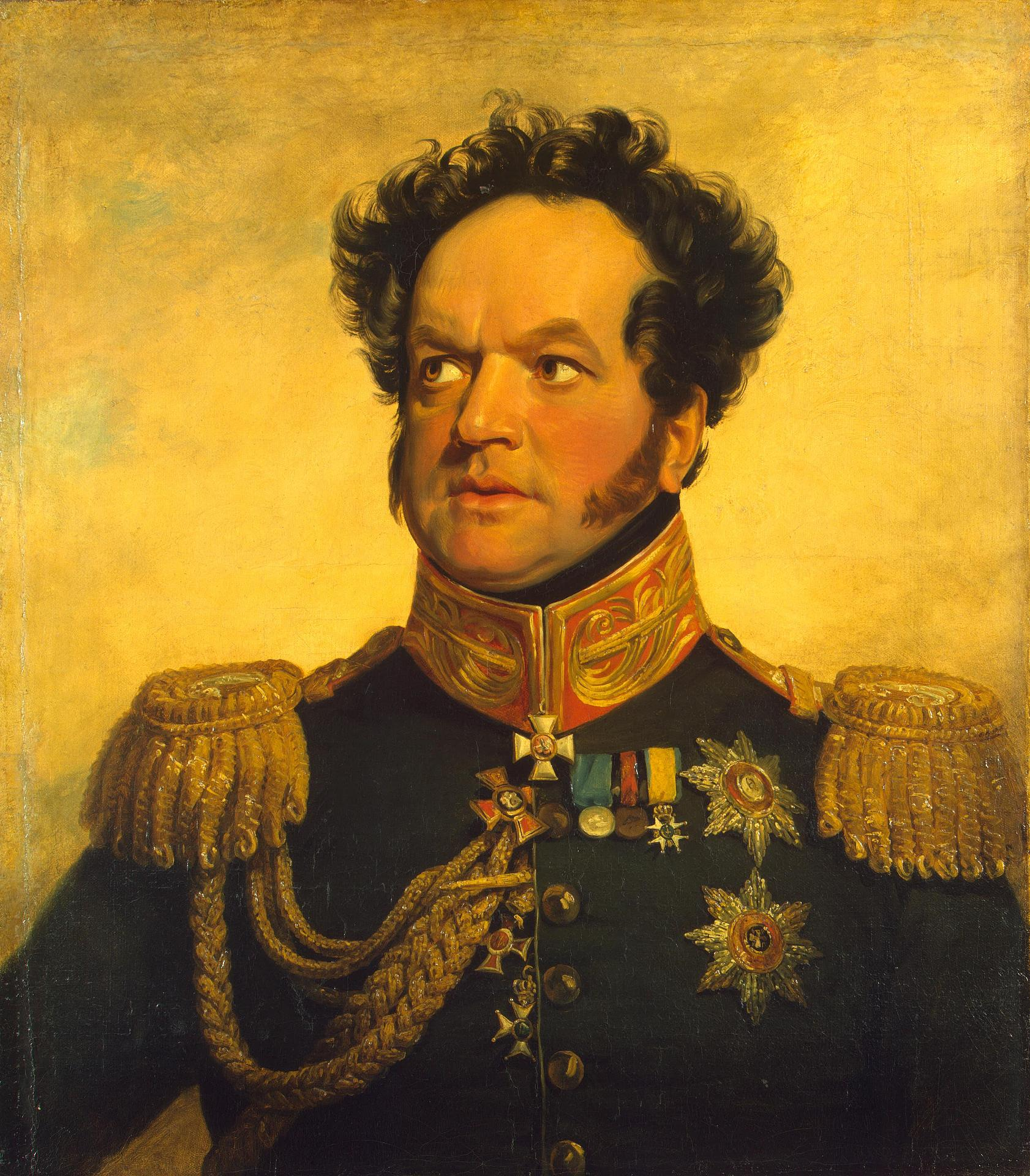
Голеніщев-Кутузов
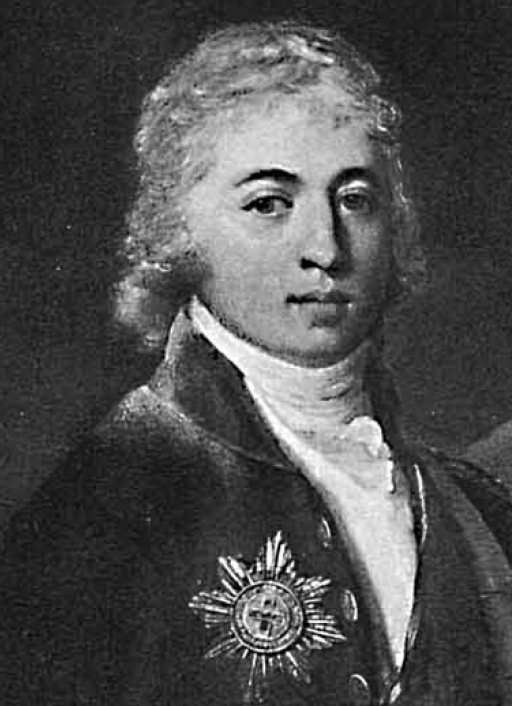
Муравйов-Апостол
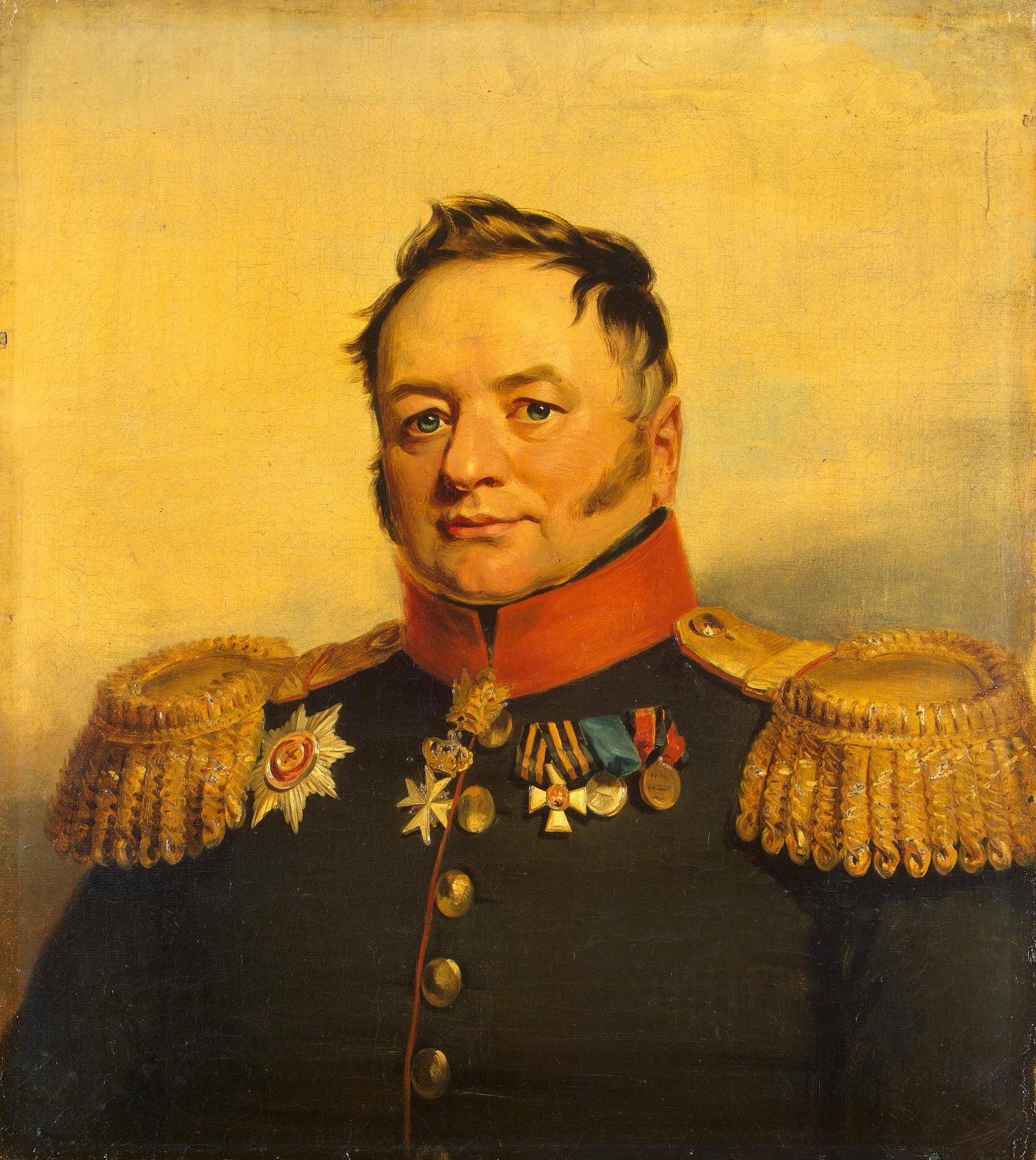
Тучков
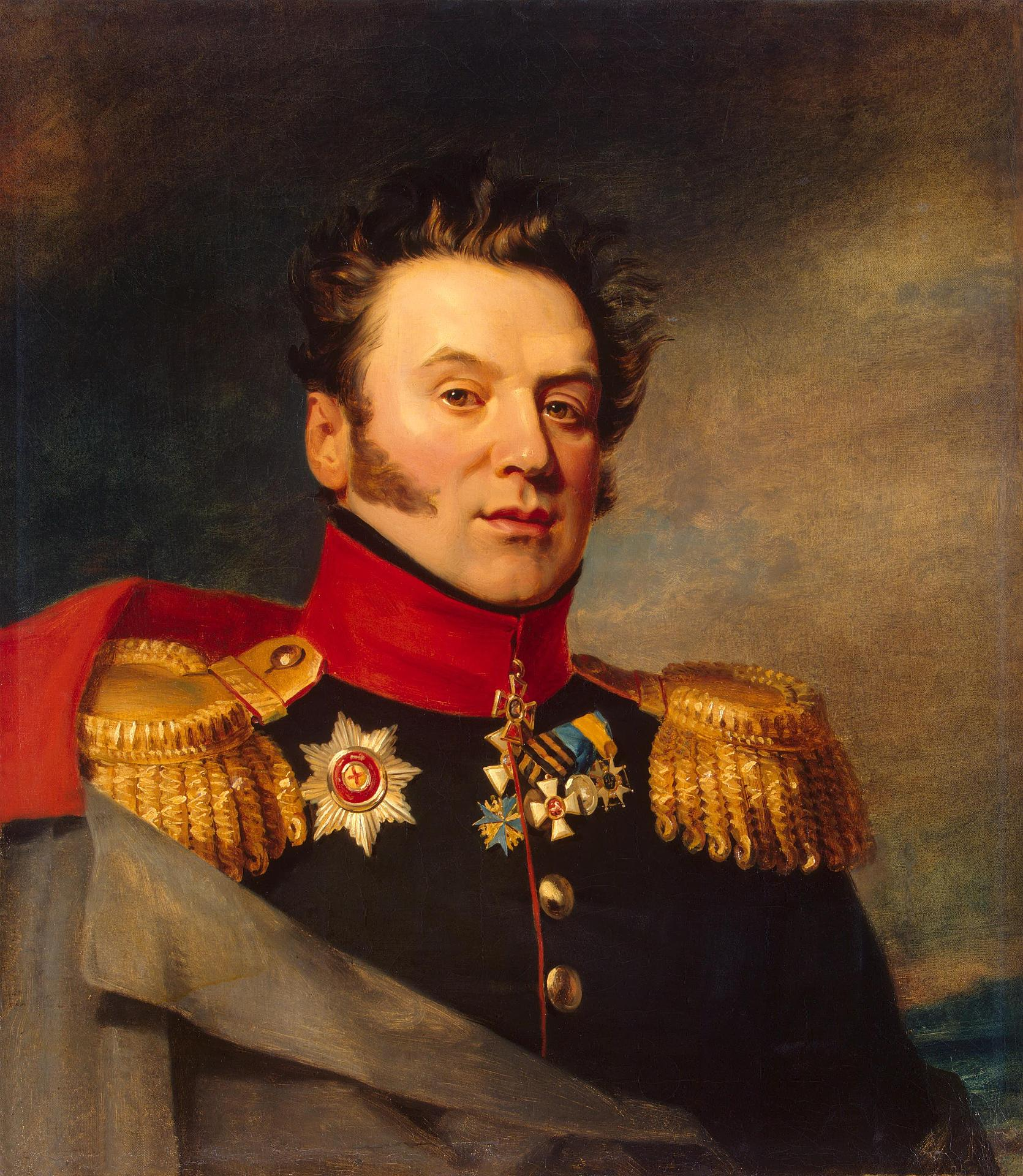
Полторацький

#### Присутні при вбивстві
Як зазвичай вважається, ніхто з першої групи змовників безпосередньо вбивством себе не заплямував; хоча Беннігсен, Платон і Микола Зубов були в числі приблизно дванадцяти людей, що увірвалися в спальню, але, як вважається, вони завбачливо залишили її до вбивства. На думку деяких істориків, свідчення про їхню відсутність — вигадана ними брехня з метою свого обілення.
Список осіб, які проникли до спальні, змінюється залежно від мемуарних вказівок:
1. Леонтій Беннігсен
2. Платон Зубов
3. Микола Зубов — володар фатальної золотої табакерки. За деякими відомостями, брав участь на початку бійки, але пізніше пішов, і остаточно цар був убитий без нього.
4. Олександр Аргамаков
5. Володимир Яшвіль (Юшвіль), грузинський князь, полковник, начальник кінногвардійської артилерії. Найстарший за званням після виходу генералів з кімнати. Багато джерел вказують, що, можливо, він завдав першого удару у скроню[8].
6. І. Татарінов, поручик (полковник?) артилерист. За вказівками Беннігсена, накинувся на імператора, діючи одночасно з князем Яшвілем, також згадується Д. Давидовим та М. Фонвізіним, за даними останнього, товариш по службі Яшвіля.
7. Євсей Горданов (Гордонов, Гарданов), кавалергардський ад'ютант (поручик?).
8. Яків Скарятін — володар фатального шарфу (або шарф належав Беннігсену — хоча гусарська форма того часу не передбачала шарфів; варіант — шарф самого імператора), штабс-капітан (поручик) Ізмайлівського полку
9. Микола Бороздін (одружений з дочкою Жеребцової)
10. Дмитро Бологовський
11. Мансуров, полковник Ізмайлівського полку — із записів А. Коцебу та М. Фонвізіна
12. генерал Чичерін (Замість останнього принц Євген Вюртембергський помилково називає князя Вяземського).
13. ад'ютант Лешер де Герцфельдт, відставлений від служби Лейб-Кірасирського полку підполковник[8]. З щоденникових записів барона К. фон-дер Остен-Сакена, колишнього вихователя великого князя Костянтина Павловича, за вказівками останнього від 15 квітня 1801; наступного дня після перевороту прийнято на службу та здійснено у полковники.
14. якийсь француз — камердинер Зубова

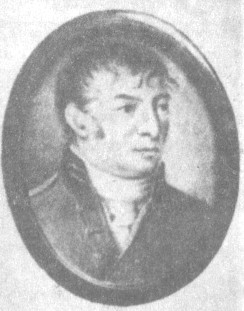
Яшвіль
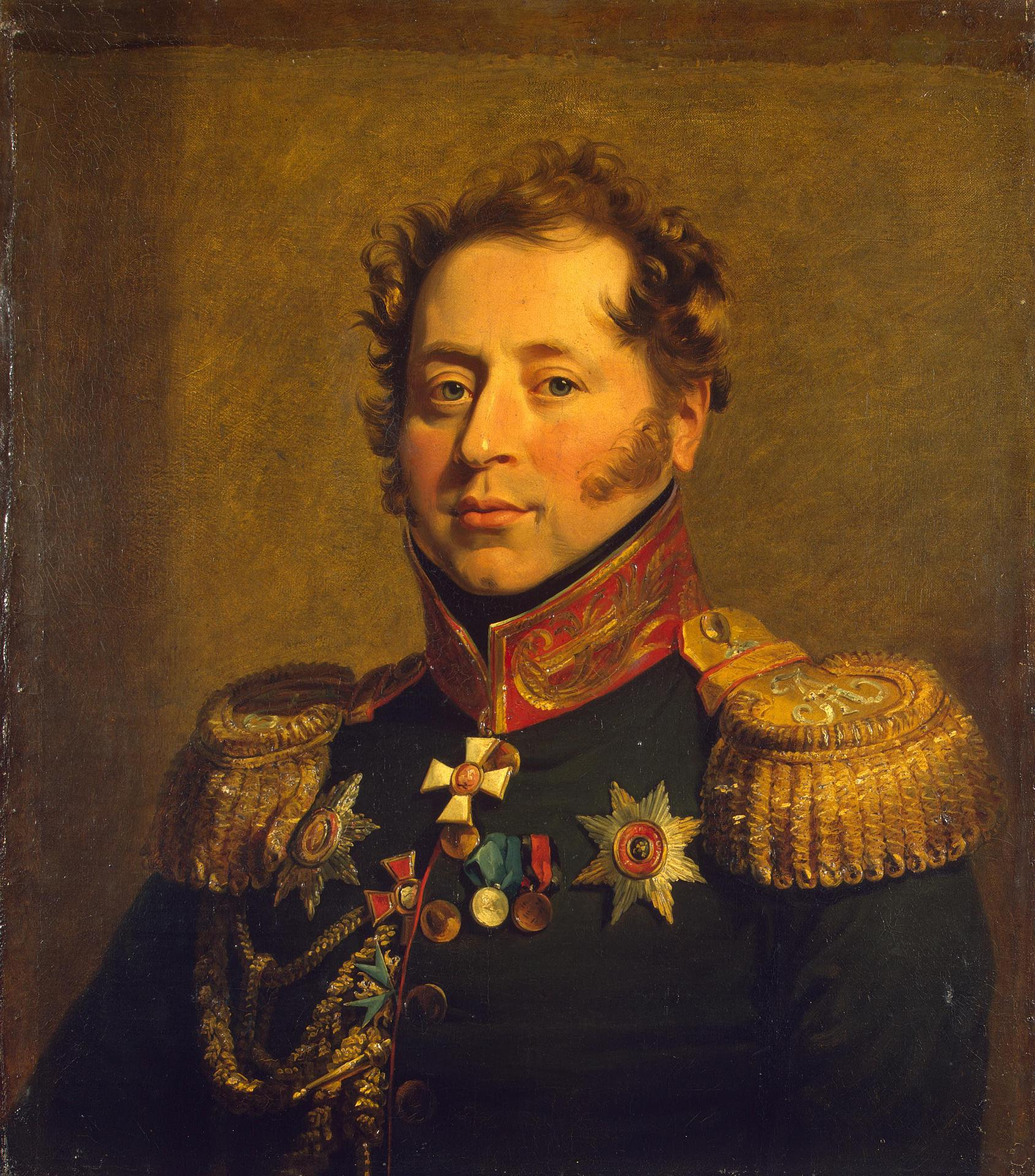
Бороздін

### Інші, поінформовані про змову
1. Лорд Вітворт (за деякими даними) — колишній посол Англії в Росії. Депеша Вітворта своєму кабінету від 18 березня 1800 було перехоплено людьми Павла I. Прочитавши слова, що «імператор буквально не в своєму розумі», цар незабаром висилає Вітворта, і відносини з Англією були фактично розірвані[4] .
2. Семен Воронцов — російський посол у Лондоні був «відсутнім змовником» і знав про змову[4]
3. Дмитро Трощинський — чиновник, який, за повідомленням Беннігсена, був у квартирі П. Зубова напередодні вбивства Відомий тим, що саме він написав знаменитий маніфест про сходження на престол Олександра I, в якому цар зрікався політики Павла I і урочисто клявся «керувати Богом нам вручений народ за законами і серцем у Бозі спочиваючої найяснішої бабки нашої государині імператриці Катерини Великий».
4. Цесаревич Олександр Павлович — його намагався залучити на свій бік Панін. На думку, цесаревич дав мовчазну згоду на повалення батька. Ланжерон пише: «Олександр був поставлений між необхідністю повалити з престолу свого батька та впевненістю, що батько його невдовзі довів би до загибелі свою імперію». Олександр, за словами Палена, «знав — і не хотів знати», також Пален говорив Ланжерону: «Я зобов'язаний, на користь правди, сказати, що великий князь Олександр не погоджувався ні на що, не вимагавши від мене попередньо клятвенної обіцянки, що не будуть робити замах на життя його батька; я дав йому слово, […] я обнадіяв його наміри, хоч був переконаний, що вони не здійсняться. Я чудово знав, що треба завершити революцію або вже зовсім не починати її і що якщо життя Павла не буде припинено, то двері його в'язниці незабаром відчиняться, відбудеться страшна реакція, і кров невинних, як і кров винних, незабаром обігріє і столицю, і губернії».

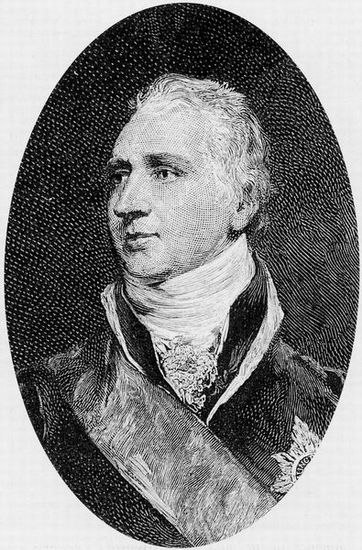
Лорд Вітворт
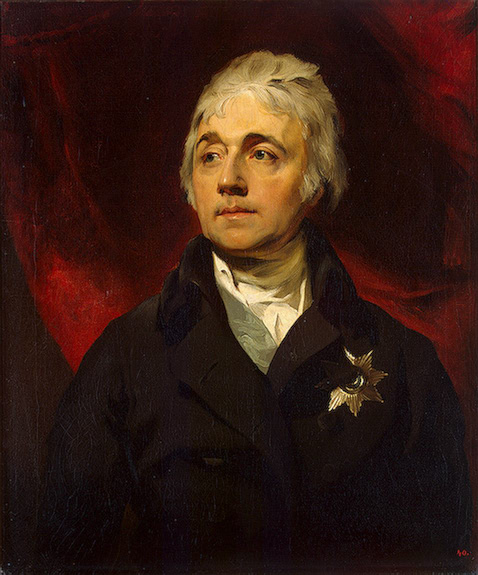
Воронцов
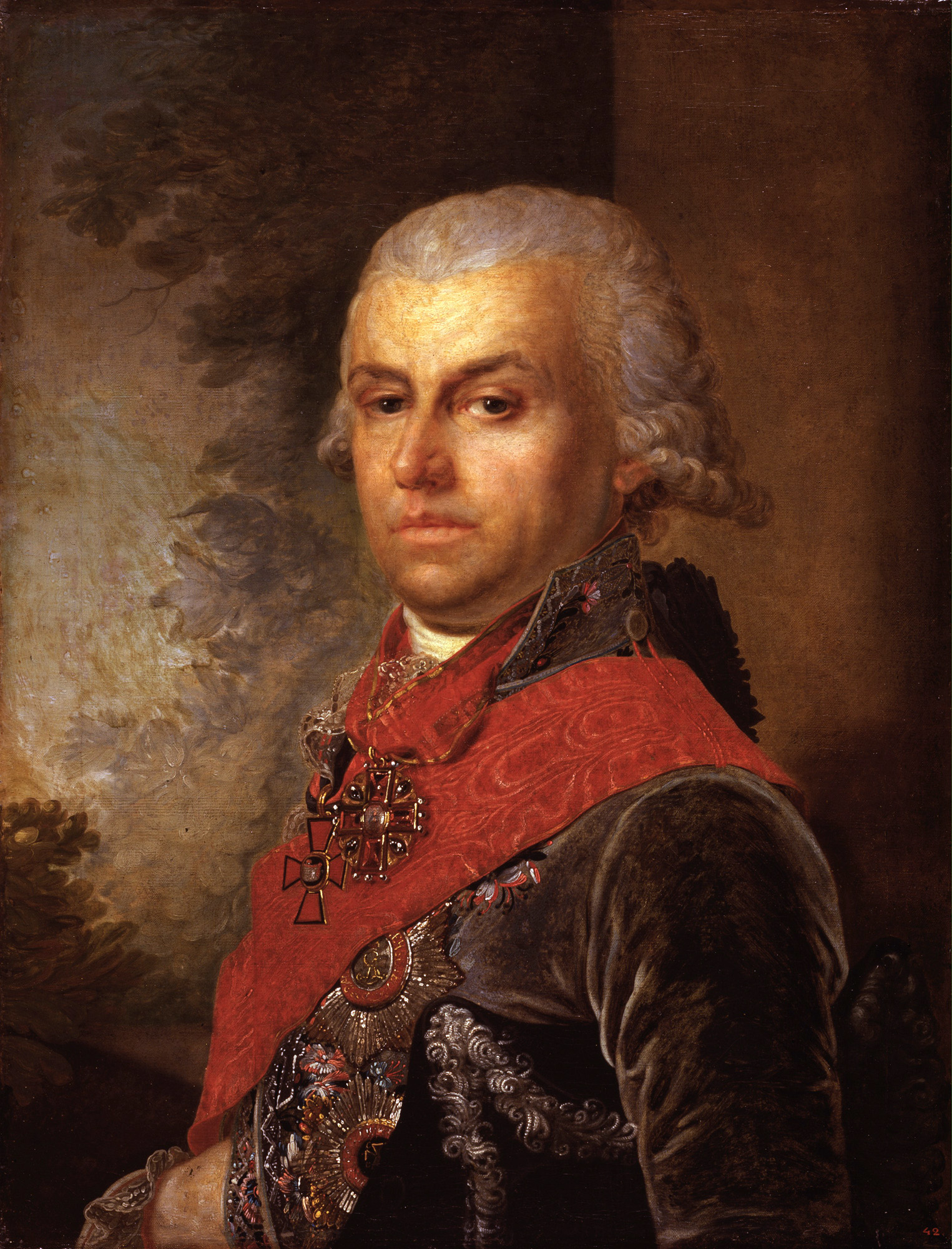
Трощинський

### Місце загибелі

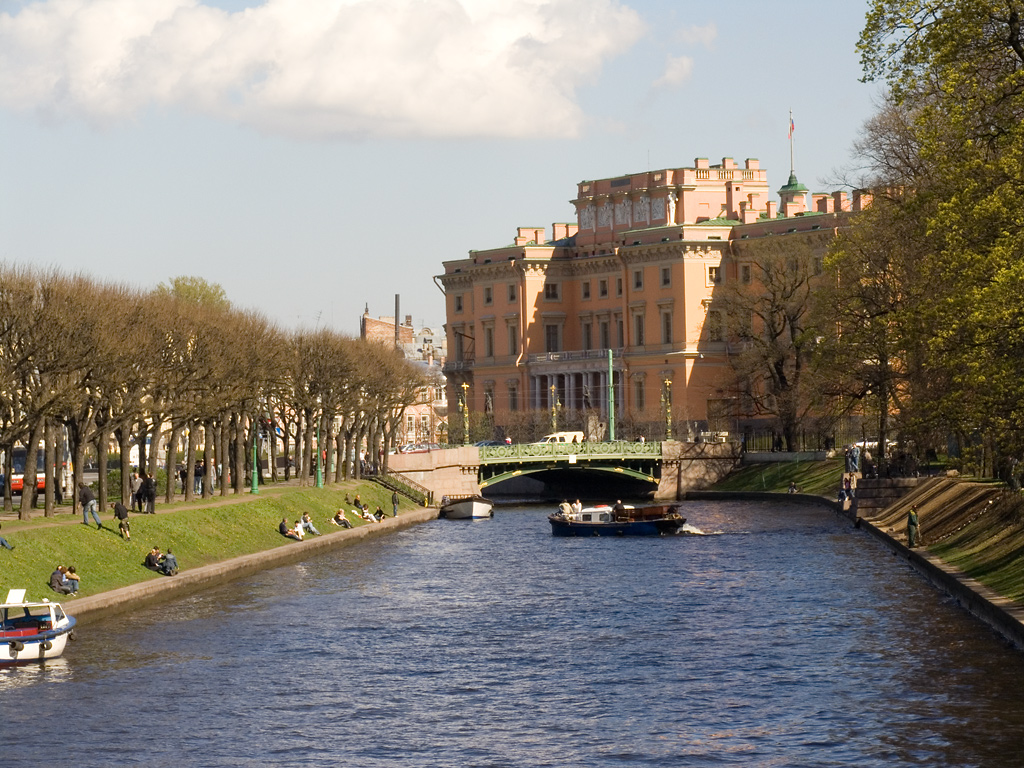
Михайлівський замок

Цікаво, що цар помер там само, де народився — будівлю Михайлівського замку зведено на місці 20 Літнього палацу імператриці Єлизавети Петрівни, створеного архітектором Франческо Бартоломео Растреллі. де 20 вересня (1 жовтня) 1754 року велика княгиня Катерина Олексіївна народила великого князя Павла Петровича.
Михайлівський замок, місце загибелі Павла, багато років залишався його заповітною мрією. Загальний задум створення замку та перші ескізи його планування належали самому імператору. Робота над проектом майбутньої резиденції почалася ще в 1784 році, під час перебування його великим князем. У процесі проектування, яке тривало майже 12 років, він звертався до різних архітектурних зразків, які він побачив під час закордонної подорожі 1781 — 1782 років. Указ про будівництво замку було видано першого ж місяця царювання Павла I, 28 листопада (9 грудня) 1796 року. Задля реалізації цього палацу було припинено багато інших будівель, звідки навіть вилучався будівельний матеріал. За розпорядженням імператора будівництво велося вдень та вночі.
Концепція замку (саме це невластиве російській архітектурі слово вживав Павло) відповідала його лицарським ідеям, у ньому також відбито його становище магістра Мальтійського ордену, а стіни замку, згідно з поширеною легендою, також пофарбовані через лицарського вчинку царю — за цвітом царя — за лицарським вчинком царя. Крім того, за міцними стінами замку Павло хотів сховатися, не збираючись залишатися в Зимовому палаці, де відбувалося багато переворотів. Відомо, що царя обурювало безліч страхів, наприклад, він боявся бути отруєним.
1 (13) лютого 1801 року Павло і його сім'я переїхали до нового палацу. Останній концерт у Загальному Столовому залі відбувся 10 (22) березня 1801 року, на ньому, зокрема, виступала Мадам Шевальє (якій одного разу вдалося зачепити серце імператора тим, що вона співала в сукні кольору стін Михайлівського замку). А в ніч з 11 (23) березня на 12 (24) березня 1801 року, через 39 днів після такого очікуваного переїзду, Павла було вбито у власній спальні. Після смерті Павла царська сім'я повернулася до Зимового палацу, замок втратив значення парадної резиденції, перейшов у відання Міністерства Імператорського двору і поступово прийшов у запустіння.

### Попередні обставини
Змова набула чітких обрисів до кінця 1800 року.
24 лютого завдяки інтризі Федір Ростопчин потрапив в опалу у Павла, таким чином, був видалений головний суперник Палена, який на той час фактично керував государем, і більше нічого не перешкоджало останньому перейти до останньої стадії змови.
3 березня 1801 року Олександр Рибоп'єр б'ється на дуелі з юним князем Б. Святополк-Четвертинський, імператор подумав, що це через його фаворитку Ганну Гагарину. Павло відправив на заслання матір і сестер винуватця, конфіскував їхнє майно, заборонив на пошті приймати їхні листи, заарештував на добу спадкоємця (вчасно не подав батькові рапорт про дуель), покарав Палена, самого Рибоп'єра увів у фортецю. Пален використовує цей епізод, що викликав у суспільстві, як один з приводів.
Ймовірно, змовники хотіли приурочити розв'язку до 15 березня — «березневим ідам», які принесли смерть тирану Цезарю, але сторонні події прискорили ухвалення рішення, оскільки імператор надвечір чи вночі 8 березня дійшов висновку, ніби «хочуть повторити 1762 рік». Можливо, донос цареві написав У. П. Мещерський, у минулому шеф Санкт-Петербурзького полку, що мешкав у Смоленську, можливо — генерал-прокурор Петро Обольянінов. Гейкінг пише, мабуть, спираючись на Палена: «Як не намагалися приховати всі нитки змови, але генерал-прокурор Обольянінов, мабуть, таки запідозрив щось. Він опосередковано повідомив государя, який заговорив про це зі своїм улюбленцем Кутайсовим; але останній запевняв, що це просто підступний донос, пущений будь-ким, щоб вислужитися».
Пален пізніше розповідав, що 9 березня імператор викликав його до себе і запитав про змову, Пален зізнався в участі в ньому, обставивши справу так, що прийняв це рішення, щоб стати «п'ятою колоною» і вивідати все заради добробуту государя. До справи залучені найкращі таємні агенти, каже Пален. У зв'язку з цим згадується маловідомий князь осетинського походження Михайло Валієв, якого Пален називає на власні очі і вуха серед змовників. У результаті, Пален, використовуючи свою чарівність, переконує імператора у відсутності небезпеки. Сучасник Толь пише: "Якщо сцена Палена з царем і не пряма байка, то легенда, над якою Пален протягом життя мав звичай посміюватися. Дещо справді було, але звучало зовсім інакше, коли граф Пален сам розповідав у своєму колі: імператор сказав йому якось на ранковій аудієнції відомі слова («Кажуть, що проти мене є змова і ти один із змовників»); Пален же, збентежений і зляканий, не знайшов спочатку нічого кращого, як на кілька хвилин затриматися в поклоні, щоб зібратися з думками і щоб цар не міг нічого прочитати в його очах. Тільки після того, як він здогадався швидким зусиллям повернути своєму обличчю звичний вираз, ризикнув випростатися. Однак у поспіху не знайшов кращої відповіді, ніж наступна (вимовлена все ще з опущеними очима): «Як може таке трапитися, коли ми маємо Таємну експедицію?»-«Це так», — відповів на це імператор, раптово зовсім заспокоєний, і залишив цей небезпечний предмет". За Чарторийським, Павло оголошує Палену, що знає про змову. «Це неможливо, пане, — відповідав спокійно Пален. — Бо в такому разі я, який усе знаю, був би сам серед змовників». — Ця відповідь і добродушна усмішка генерал-губернатора заспокоїли Павла.

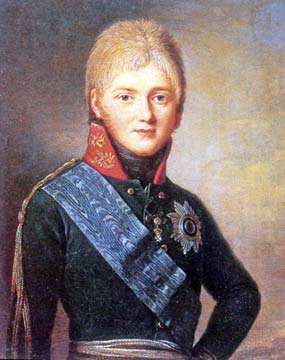
Юний Олександр 1802 року

Вказують, що в Павла збуджують підозри проти його дружини, і він боїться, щоб вона не вчинила так само, як його мати Катерина вчинила з його батьком. Можливо, тому двері в покої імператриці були замкнені (забиті). Також цар побоюється отрути і велить, щоб «страви йому готувалися не інакше як шведською куховаркою, яка була в невеликій кімнатці біля власних його покоїв». З метою убезпечити себе Павло також викликає у столицю двох опальних генералів Лінденера та Аракчеєва, але це лише прискорило виконання змови. Ейдельман ставить під сумнів правдивість цього виклику, і запитує, чи не була чутка про швидкий приїзд цих вояків черговою провокацією Палена.
Після цієї небезпечної розмови з імператором Пален таємно бачиться з Олександром і ніби показує йому указ, який засуджує його матір, його та Костянтина. Пален нібито просить перевороту завтрашній день, 10 березня; Олександр просить 11-е, і про це прохання Пален багатьом пізніше розповість, розуміючи, що спадкоємець не зможе спростувати: «Великий князь змусив мене відстрочити до 11-го дня, коли черговим буде третій батальйон Семенівського полку, в якому він був впевнений ще більше, ніж в інших. Я погодився на це насилу і був не без тривоги в наступні два дні». Цього дня імператор остаточно погоджується на спільну експедицію з французами до Індії, починаючи з весни 1801 року.
10 березня він звільняє із фортеці Рібоп'єра. У той же день архієпископ Амвросій (Подобєдов) наданий петербурзьким митрополитом, і цей факт тут же народжує чутку, ніби новий владика потрібен для розірвання старого царського шлюбу та укладання нового. Того вечора влаштовується останній концерт у Михайлівському замку. Принц Євген Вюртембергський свідчить, що «…цариця злякано дивилася навколо і, здавалося, хотіла зрозуміти, якими новими думками зайнятий її чоловік. Той кидав лише дикі погляди, і я дивувався, чому він у такому настрої не відмовиться від концерту. (…) Після концерту государ, як завжди, пішов, але його видалення, очікуване довше, ніж зазвичай, супроводжувалося поведінкою, що стала мені зрозумілою лише згодом. Коли відчинилися бічні двері, він підійшов до государині, що стояла праворуч, зупинився перед нею, насмішкувато посміхаючись, схрестив руки, невпинно пихкаючи за своїм звичаєм, що він робив, перебуваючи дуже нерозташований, і потім ті ж загрозливі жести повторив перед обома великими князями. Нарешті він підійшов до графа Палена, з похмурою міною прошепотів йому на вухо кілька слів і пішов вечеряти. Всі мовчки пішли за ним, охоплені страхом. (…) Государиня заплакала, і вся сім'я пішла глибоко засмучена». Одна з фрейлін шепоче щось на вухо Дибичу, йому пізніше кажуть, що юна дама говорила про можливі способи влаштувати принцу втечу з палацу та сховати його у підготовленому притулку.

#### Задум безпосереднього перевороту
За реконструкцією Ейдельмана:
1. «Потрібні переміщення гвардійських полків: відсунути не надто захоплених змовою кінногвардійців, ізмайлівців, але висунути вперед преображенців (Тализин), семеновців (Депрерадович). У кожному гвардійському полку мати хоч кілька офіцерів, на яких можна розраховувати: одні з них повинні діяти в полицях, припиняючи можливий контрудар; інші — йти до палацу чи до палацу (звідси, до речі, розбій у відомостях про чисельність змовників)».
2. «Солдати нічого знати не повинні, але до потрібної години бути біля палацу тим гвардійським частинам, які порівняно надійні, більш віддані спадкоємцю, більш насичені офіцерами-змовниками. Це насамперед 3-й та 4-й батальйони Преображенського полку, 1-й та 3-й батальйони Семенівського, на які припадає приблизно 30 офіцерів-змовників, тобто по 7-8 на батальйон».
3. Серія зустрічей офіцерів і генералів-змовників із поступовим збільшенням кількості запрошених осіб поки не настане момент безпосередньо перед виходом оголосити про бунт проти Павла в максимально широкому колі. («Звідси план кількох вечерь, які об'єднуються потім на квартирі Тализіна, найближчої до палацу»).
4. «Ідея двох офіцерських колон, які увійдуть до палацу: одна — на чолі з Паленом, інша — з Беннігсеном»: одна «офіційна група», інша — «ударна».
5. «Підготовлено список людей, які займають найважливіші пости та досить відданих Павлу; їх у потрібний момент мають заарештувати чи ізолювати». Сенатору Трощинському «призначалося доставити іншим сенаторам наказ зібратися, щойно заарештують імператора».

### Прикмети
- Існують легенди, пов'язані із вбивством Павла в замку: розповідають, що за кілька місяців до смерті імператора нібито з'явилася в Петербурзі юродива (за деякими версіями — Ксенія Петербурзька), яка передбачила, що жити йому стільки років, скільки літер у написі над Воскресенськими воротами нового Михайлівського палацу. У біблійному афоризмі «ДОМУ ТВОЄМУ ДОБАЄ СВЯТИНЯ ГОСПОДНЯ В ДОВГОТУ ДНІВ» сорок сім символів. Сорок сьомий рік йшов Павлові, коли його було вбито[9]. У 1901 році в нарисах, виданих до 200-річного ювілею Петербурга, В. Суходрєв згадує про цей текст як про існуючий, те ж саме повторює В. Курбатов у 1913 році. Надалі про напис більше не згадують, вона зникла, залишивши чорні крапки на полі фризу над Воскресенськими воротами замку (місця кріплення букв). У даний час при останній реконструкції напис відновлено.
- «11 березня Павло I весь день підходив до дзеркал палацу і знаходив, що обличчя його відображається в них з викривленим ротом. Придворні з цього повторюваного зауваження робили висновок, що завідувач палацами князь Юсупов впав у немилість. Цього ж числа, увечері, Павло довго розмовляв із Миайлом Кутузовим. Зрештою, між ними розмова зайшла про смерть. „На той світ іти — не торби шити“, — були прощальними словами Павла I Кутузову»[3].
- С. Голіцин про останній обід: «Вечеря, як завжди, закінчився о пів на десяту. Заведено було, що всі виходили в іншу кімнату і прощалися з государем, який о 10-й годині бував уже в ліжку. Цього вечора він також вийшов до іншої кімнати, але ні з ким не попрощався і сказав тільки: „Чому бути, тому не оминути“. Ось яке передчуття мав імператор Павло».
- Один із мемуаристів пише: "Ось як Кутузов мені розповідав: «Після вечері імператор глянув на себе в дзеркало, що мало недолік і робило обличчя кривими. Він посміявся з цього і сказав мені: „Погляньте, яке смішне дзеркало; я бачу себе в ньому з шиєю набік“. Це було за півтори години до його смерті».

### Хронологія 11 березня
- Імператор встає між чотирма та п'ятою ранку, з п'ятої до дев'ятої працює. Ранкова доповідь Палена з міжнародних справ.
- О 9 годині ранку Павло у супроводі спадкоємця вирушає «оглядати війська». О 10-й годині — звичайний плац-парад.
- Саблуков пише, як Пален відповідає на запитання імператора про заходи безпеки: «Нічого більше не потрібно. Хіба тільки, ваша величність, видаліть ось цих якобінців» (при цьому він вказав на двері, за якими стояла варта від кінної гвардії) «так накажіть забити ці двері» (що веде до спальні імператриці). Обидві ці поради злощасний монарх не проминув виконати, як відомо «на свою власну смерть»[4].
- Вельямінов-Зернов: зібравши офіцерів гвардії на своїй квартирі (як це часто бувало), Пален оголосив особливе невдоволення государя їхньою службою та загрозу всіх заслати. «Всі роз'їхалися з сумними обличчями та з сумом у серці. Кожен бажав змін».
- З 11 години ранку Павло ходить верхи разом із Кутайсовим.
- Імператор обідає разом із наближеними о першій годині дня. Пален тим часом розсилає запрошення на вечерю у себе присвяченим особам.

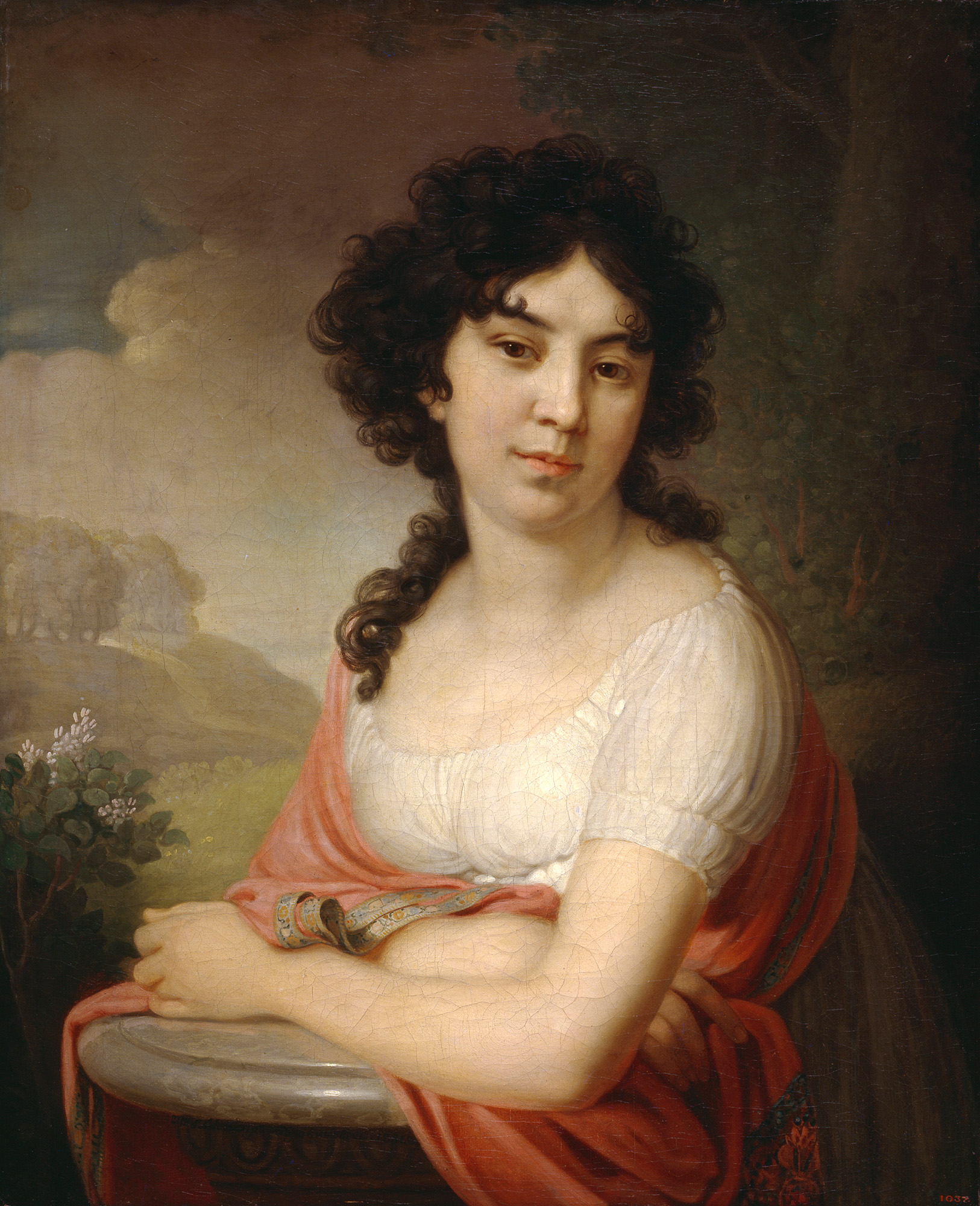
Анна Лопухіна (Гагаріна) — фаворитка імператора

- Віддалення вірних Павлу військ: «вночі, коли зоря була вже пробита, Семенівському 3-му батальйону (його шефом був цесаревич Олександр) наказано було одягатися; його повели до Михайлівського замку, щоб змінити Преображенський батальйон, який займав варти в замку. Ця зміна відбулася під приводом, що другого дня, 12 березня, Павло I рано дивитися Преображенський полк. Семенівці зайняли всі пости в замку, крім внутрішньої піхотної варти, що знаходиться біля зали, званої вбиральні, суміжної зі спальнею Павла I. Караул цей залишили з побоювання, щоб рухом зміни не розбудити імператора»[3].
- Я. де Санглен пише у своїх мемуарах, що цього дня «Павло змусив присягнути все імператорське прізвище, за винятком малолітніх, не вступати із змовниками в жодний зв'язок».
- Після цього імператор дозволив синам (під арештом) вечеряти з ним. О 9 годині вечора Павло виходить на вечерю. Запрошені: Олександр та Костянтин із дружинами, велика княжна Марія Павлівна; дружина головного змовника статс-дама Пален та її дочка, фрейліна Пален, камер-фрейліна Протасова, фрейліна Кутузова 2-а, статс-дама Ренне, статс-дама графиня Лівен; Кутузов, Строганов, Наришкін, обер-камергер граф Шереметєв, шталмейстер Муханов, сенатор князь Юсупов[4]. О пів на десяту вечеря закінчився, і государ пішов до себе, маючи звичай лягати о десятій.
- Обід у Платона Зубова о 10-й годині вечора. Беннігсен: «Від Палена я вирушив до генерал-прокурора Обольянінова, щоб попрощатися, звідти годині о 10 приїхав до Зубова. Я застав у нього тільки його брата, графа Миколу, та трьох осіб, посвячених у таємницю. (…) Князь Зубов повідомив мені обумовлений план, сказавши, що опівночі відбудеться переворот. Моїм першим питанням було: хто стоїть на чолі змови? Коли мені назвали цю особу [цесаревича], я не вагаючись приєднався до змови». За іншим записом оповідання Беннігсена, там було не троє людей, а тридцять.
- О одинадцятій годині вечора Павло посилає пажів із листами й обходить деякі пости у Михайлівському замку.
- Імператор закриває зовнішні двері; караульний солдат Агапеєв пригадає, що государ молився біля ікони в передпокої.
- Лейб-медик Гриві дає імператору лимонно-м'ятну настоянку.
- Павло проводить годину біля своєї фаворитки Гагаріної, спустившись до неї по таємних сходах. Там він, можливо, також спілкується з її чоловіком, а також пише роздратовану записку, призначену хворому Лівену.
- Змовники вечеряють у Палена. Він наказує всім прийти при параді, у формі, у стрічках та орденах. «Ми побачили повну офіцерів кімнату, — розповідає Беннігсен, — вони вечеряли у генерала, причому більшість перебувала напідпитку». «Всі були щонайменше розпалені шампанським, яке Пален велів подати їм (мені він заборонив пити і сам не пив)». Там знаходилося близько 40-60 осіб (що зібралися за квитками, розісланими Паленом). Платон Зубов, якому високе становище за колишнього царювання надає особливу значимість, оголошує присутнім (з 2 і трьох категорій змовників) про справжні плани зборища — вірніше, про план повалення і арешту імператора, вказуючи, що Олександр дав цього санкцію, а Катерина від початку хотіла передати престол онуку. Саблуков пише: «Наприкінці вечері, як то кажуть, Пален ніби сказав: „Нагадую, панове, щоб з'їсти яєчню — треба спочатку розбити яйця“». Козловський вказує: «Змовники питали Палена, як вчинити їм із імператором. На це він відповідав їм французькою приказкою: „Коли готують омлет, розбивають яйця“». Попередньо було вирішено ув'язнити його в Шліссельбурзі.

#### Змовники проникають у замок
Когда на мрачную Неву

Звезда полуночи сверкает

И беззаботную главу

Спокойный сон отягощает,

Глядит задумчивый певец

На грозно спящий средь тумана

Пустынный памятник тирана,

Забвенью брошенный дворец —

И слышит Клии страшный глас

За сими страшными стенами,

Калигулы последний час

Он видит живо пред очами,

Он видит — в лентах и звездах,

Вином и злобой упоенны,

Идут убийцы потаенны,

На лицах дерзость, в сердце страх.

Молчит неверный часовой,

Опущен молча мост подъемный,

Врата отверсты в тьме ночной

Рукой предательства наемной...
- Отримавши сигнал про рух полків, Пален пропонує офіцерам розділитись на дві групи. Вельямінов-Зернов пише: «Пален сказав: „Поки, панове, вам треба розділитись — деякі підуть зі мною, інші з князем Платоном Олександровичем. Розділяйтесь…“ Ніхто не рушив з місця. „А, розумію“, — сказав Пален і став розставляти без розбору по черзі, одного праворуч, іншого ліворуч, крім генералів. Потім, звернувшись до Зубова, сказав: Ось ці панове підуть з вами, а інші зі мною; ми й підемо різними кімнатами. Йдемо». Усі вирушили до Михайлівського замку". Група Палена йде до парадного входу до палацу (це «офіційна» група, при ній знаходиться генерал-губернатор з правом припинити будь-яку випадковість, наприклад заарештувати будь-якого прихильника Павла «іменем закону»), Зубову призначено ударну групу.
- Колона Зубова — Беннігсена йде за капітаном Аргамаковим через Садову до Різдвяної брами Михайлівського замку. Інша, на чолі з Паленом, через Невський проспект, через головний вхід під Воскресенською брамою. У результаті при підході до другого поверху поріділа група вбивць становить 10-12 осіб.
- 0:00. Змовники проникають у палац. Вони піднімають шум, і війська намагаються підняти на сполох (2 тривоги: Преображенська, яку заспокоює С. Марін, і Семенівська, втихомирена К. Півторацьким).
- Змовники підходять до царських кімнат. «У темному коридорі, біля дверей спальні Павла I, була ікона; біля неї стояв на варті рядовий Агапєєв. Коли змовники вступили в коридор, один із них, а саме граф Зубов, ударив Агапєєва шаблею по потилиці так сильно, що той упав, обливаючись кров'ю. Потім вони постукали до спальні. Кімнатний гусар [Кирилів], прочинивши двері, щоб дізнатися, хто стукає, зазнав долі Агапєєва»[3] (обидва постраждалих залишилися живими).
- Аргамаков, який мав право вільного доступу до палацу як полковий ад'ютант, постукав у зачинені двері передпокою. Дочекавшись відповіді сонного камердинера, він сказав йому, що вже шість годин і настав час доповідати государю про стан полку. «Як шість годин, — заперечив камердинер, — немає ще й дванадцятої, ми щойно лягли спати». — «Ви помиляєтеся, — відповів Аргамаков, — ваш годинник, ймовірно, зупинився, тепер понад шість годин. Через вас мене посадять під арешт, відчиняйте швидше». Ошуканий камердинер відімкнув двері[10]. За іншою версією, було повідомлено про пожежу. У цей момент Платона Зубова охоплює паніка, він намагається втекти, але його зупиняє Беннігсен. Чарторийський пише: «… Коли в палаці пролунали крики, підняті камер-лакеями Павла, Зубов, що йшов на чолі загону, розгубився і вже хотів сховатися, захоплюючи за собою інших, але в цей час до нього підійшов генерал Беннігсен і, схопивши його за руку, сказав: „Як? Ви самі привели нас сюди і тепер бажаєте відступати? Це неможливо, ми надто далеко зайшли, щоб слухати ваші поради, які ведуть нас до загибелі. Жереб кинутий, треба діяти. Вперед“. Ці слова я чув згодом від самого Беннігсена».
- Павло, почувши гомін, спробував утекти через двері, які вели до кімнати Марії Федорівни. Це були опускні двері, що замикали потайні сходи, що вели до покоїв його дружини. Але двері виявилися замкненими (за іншою версією, він сам наказав їх зачинити, послухавши поради Палена).
- Тоді він кинувся до вікна і сховався за фіранкою (варіант: за камінним екраном[3]). «Павло схопився, і якби зберіг присутність духу, то легко міг би втекти, правда, він не міг це зробити через кімнати імператриці, але він міг спуститися до Гагаріної і втекти звідти. Але мабуть, він був надто переляканий, щоб думати, і забився в один з кутів маленьких ширм, що загороджували просте, без пологу, ліжко, на якому він спав»[10]. Ейдельман вказує, що про ці сходи було відомо Палену, і так імператор напевно не врятувався б.
  - А. Лобанов-Ростовський: «Офіцери, які були у змові, були розставлені в коридорах, біля дверей, біля сходів для спостереження. Так, відомо, що Д. Арсеньєв, що був тоді в Преображенському полку… стояв у коридорі з пістолетом. Ризикуючи головою, змовники, ймовірно, поклали не дозволяти государю ні рятуватися, ні піднімати тривоги. (…) Якби Павлу і представилася можливість врятуватися зі своїх кімнат (…) то життя його неминуче наразилося б на найбільшу небезпеку на кожному кроці, оскільки змовники опанували цю половину замку».

#### Змовники проникають у спальню

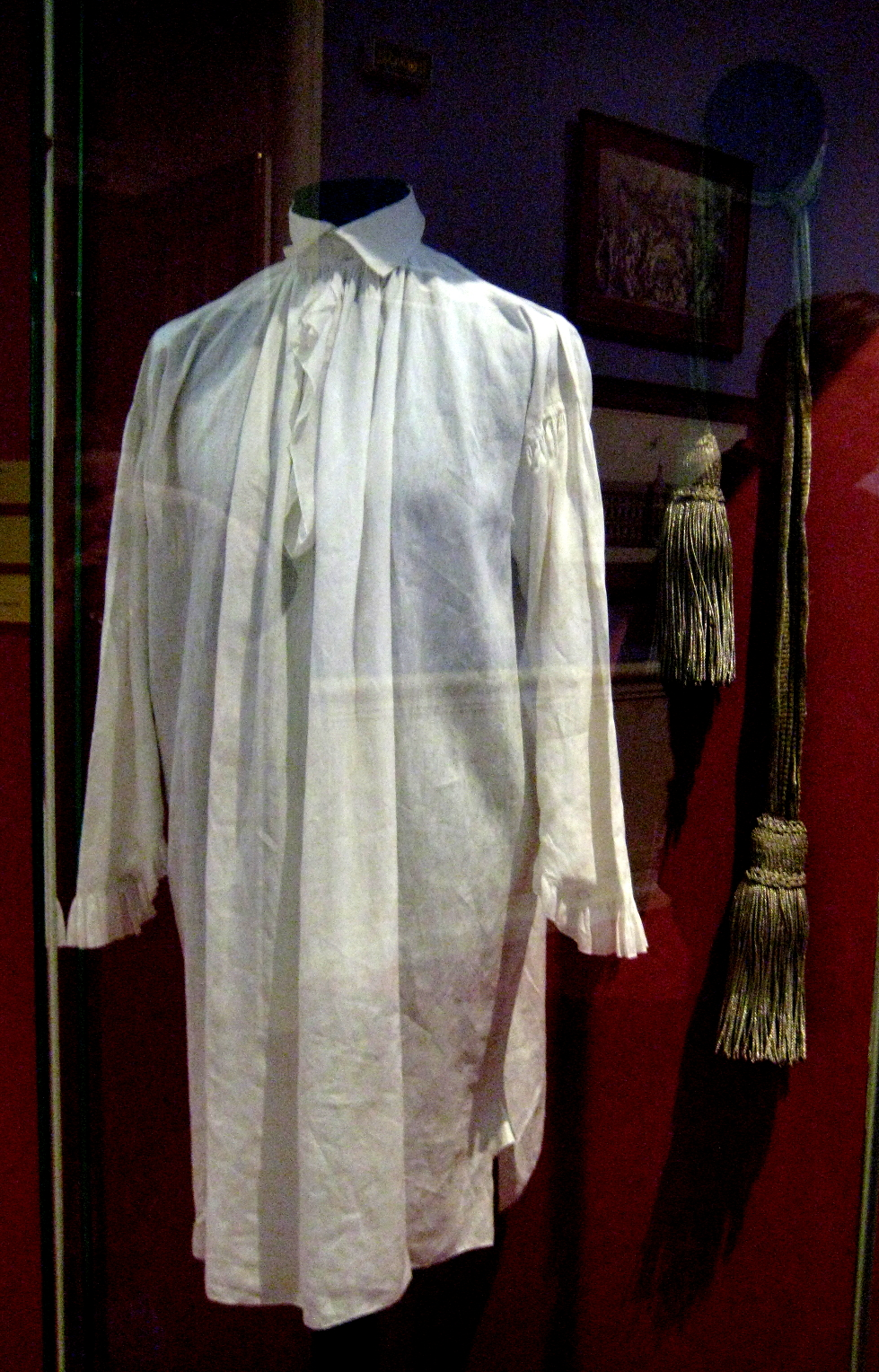
Нічна сорочка Павла I та гвардійський шарф (аналогічний знаряддю вбивства)

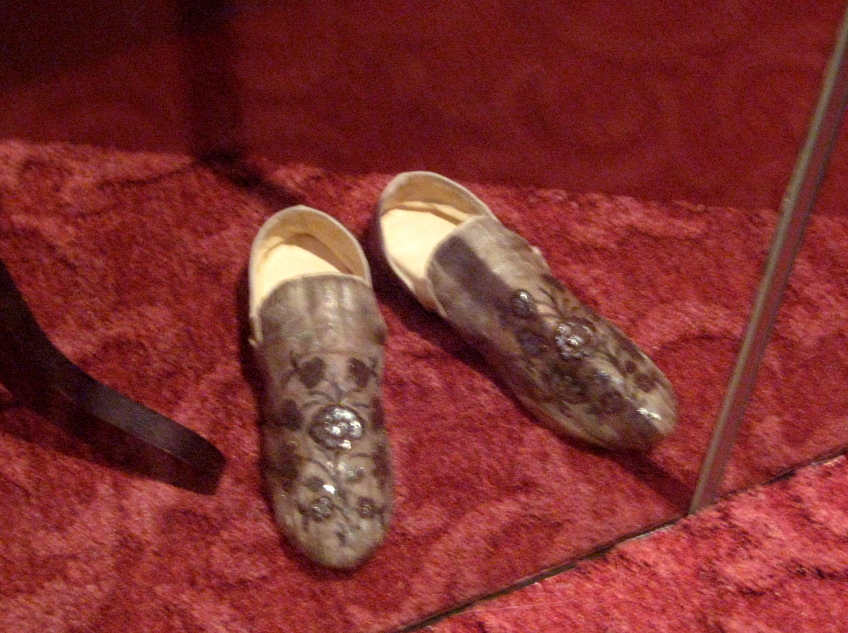
Домашні туфлі Павла доводять, що мав маленьку вузьку ногу.

- 0:30: О пів на першу ночі 12 змовників увірвалися до спальні імператора.
- Не знайшовши імператора в ліжку, змовники розгубилися, Платон Зубов сказав, що пташка пурхнула («I'oiseau c'est envolé»), але «Беннігсен з сатанинською холоднокровністю підійшов до ліжка, помацав її рукою і сказав: „Гніздо тепле, недалеко“»[10]. Кімнату обшукали та знайшли Павла у нічній сорочці (за іншою версією, його видали ботфорти).
- Вони вивели його з-за каміна, поклали в ліжко і зажадали підписати зречення престолу[3]. «Павло нічого не відповідав; при світлі лампи можна було бачити все розгублення та жах, які виражалися на його обличчі. Беннігсен, не гаючи часу, зробив детальний огляд у його кімнатах…»
- Платон Зубов до цієї хвилини вийшов з кімнати, частина офіцерів відстала, інші, злякавшись віддалених криків у палаці, вискочили, і якийсь час Беннігсен знаходився з Павлом віч-на-віч (від 10 до 45 хвилин за різними даними). Потім кімната знову наповнюється людьми: Беннігсен виходить, повертається із відсталими.
- А. Коцебу пише: "Зубов виймає з кишені акт зречення. Звичайно, нікого б не здивувало, якби цієї хвилини, як багато хто запевняв, государ вражений був апоплексичним ударом. І справді, він ледве міг володіти мовою і дуже виразно сказав: Ні, ні, я не підпишу. «Що я вам зробив? Прийнявши одного із змовників за сина Костянтина, вигукує: „І Ваша високість тут?“»[10] Чарторийський: "Павла виводять з прикриття, і генерал Беннігсен, в капелюсі і з оголеною шпагою в руці, каже імператору: «Государ, ви мій бранець, і вашому царюванню настав кінець; відмовтеся від престолу і підпишіть негайно акт зречення на користь великого князя Олександра».
- Імператору оголосили, що його заарештовано. М. Фонвізін: «Павло зім'яв папір… різко відповів. Він відштовхує Платона Зубова, викриває його невдячність і його зухвалість. „Ти більше не імператор, — відповідає князь, — Олександр наш государ“. Ображений цією зухвалістю, Павло вдарив його; ця сміливість зупиняє їх і на хвилину зменшує сміливість лиходіїв. Беннігсен помітив це, каже, і голос його їх одухотворює: „Справа йде про нас, якщо він врятується, ми пропали“». Леонтьєв переказує вигук Яшвіля: «Князю! Досить розмовляти! Тепер він підпише все, що ви захочете, а завтра наші голови полетять на ешафоті». За Сангленом, подібні слова каже Микола Зубов: «Чого ви хочете? Міжусобної війни? Гатчинські йому віддані. Тут усе має закінчити сь». Вказують, що цар голосно відповідав Зубову, і його вдарили, вигукнувши: «Що ти так кричиш?» (За Саблуковим).

#### Вбивство

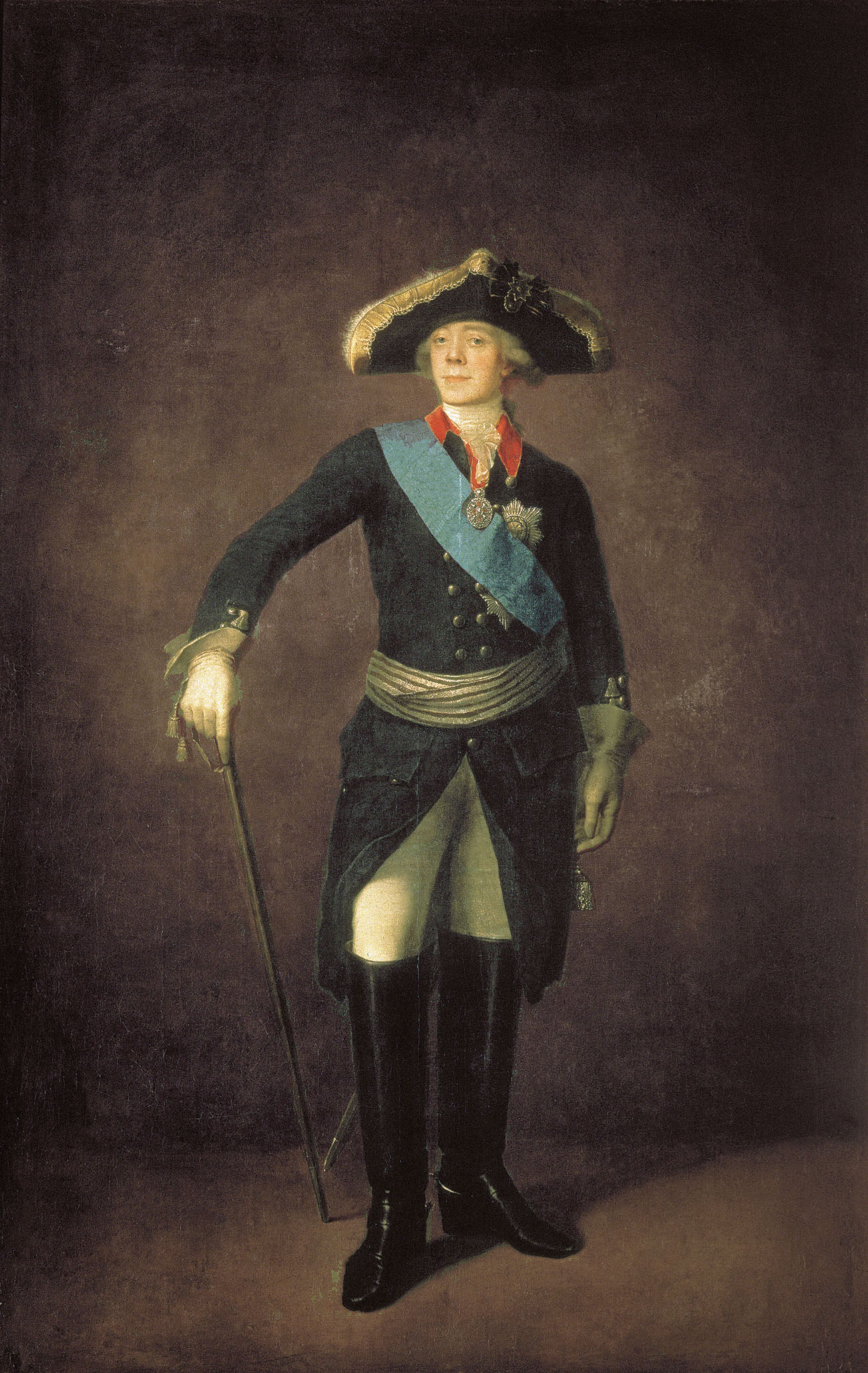
З. Щукін. «Портрет Павла I».
На поясі імператора офіцерський шарф «зі срібної нитки із трьома вузькими чорно-жовтогарячими смугами та чорно-жовтогарячими центрами дармовисів». Саме таким шарфом він був задушений — або своїм власним, або Скарятинським.

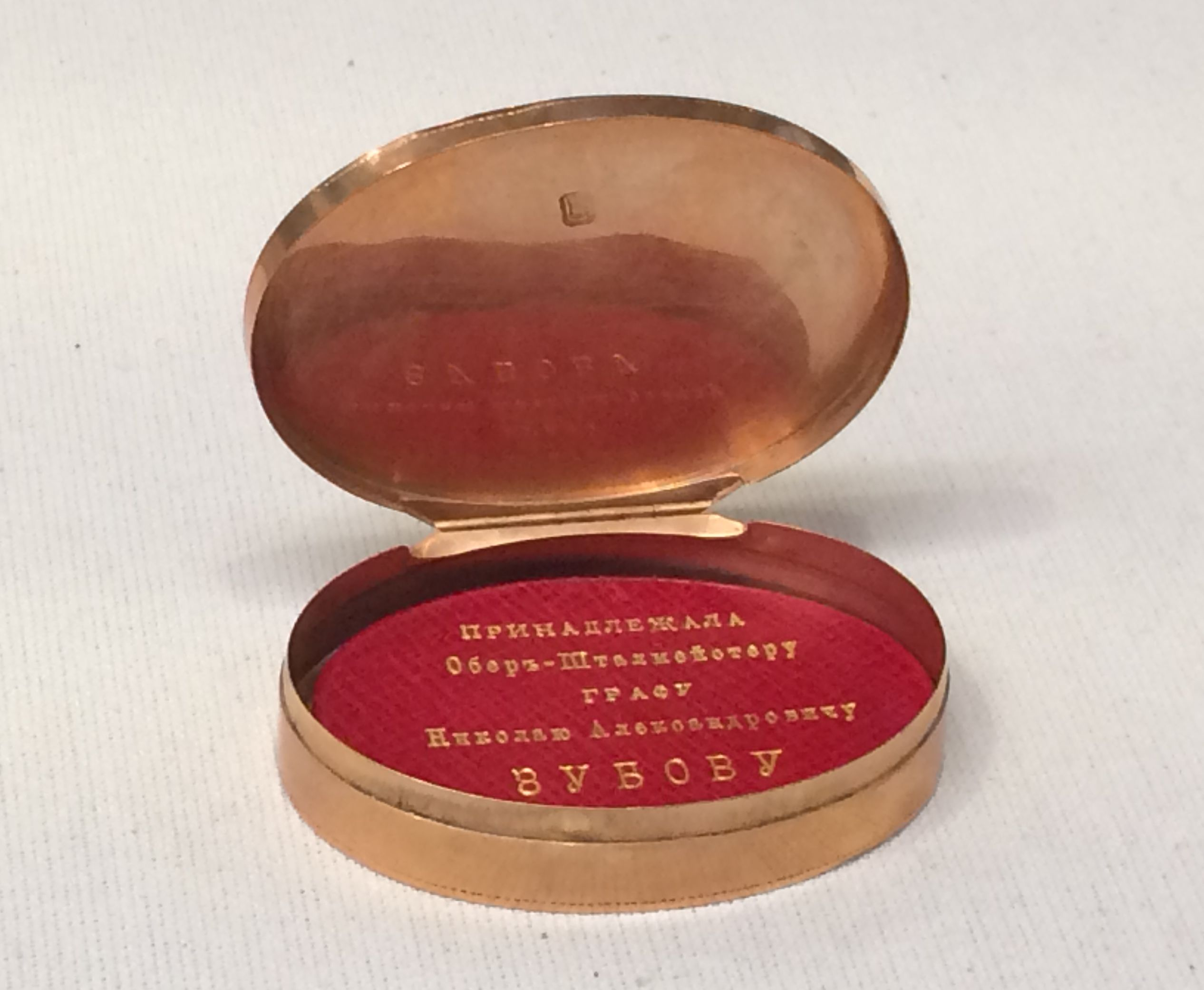
Золота табакерка Зубова із зборів Державного Ермітажу (кінець XVIII століття, золото, шкіра, папір)

Павла було вбито між 0:30 і 2:00, звужуючи хронологічні рамки — між 0:45 та 1:45 .
Відомості про вбивство в деяких деталях суперечливі:
- Микола Саблуков: "Імператор, сповнений щирого бажання доставити своєму народу щастя, зберігати непорушно закони та постанови імперії і оселити всюди правосуддя, вступив із Зубовим у суперечку, яка тривала близько півгодини і яка, зрештою, набула бурхливого характеру. У цей час ті змовники, які надто багато випили шампанського, стали висловлювати нетерпіння, тоді як імператор, у свою чергу, говорив все голосніше і почав сильно жестикулювати. У цей час шталмейстер граф Микола Зубов, людина величезного зросту і незвичайної сили, бувши п'яним, ударив Павла по руці і сказав: «Що ти так кричиш! При цьому образі імператор з обуренням відштовхнув ліву руку Зубова, на що останній, стискаючи в кулаку масивну золоту табакерку, з усього розмаху завдав рукою удару в ліву скроню імператора, внаслідок чого той без почуттів повалився на підлогу. Тієї ж хвилини француз-камердинер Зубова стрибнув з ногами на живіт імператора, а Скарятін, офіцер Ізмайлівського полку, знявши власний шарф імператора, що висів над ліжком, задушив його їм. Таким чином його прикінчили…»

Здебільшого суперечності випливають із сказаного Беннігсеном, який намагався себе обілити і довести, що його не було в кімнаті в момент вбивства.
- Свідчення Беннігсена: «…Мої втікачі натомість зустрілися з спільниками і повернулися до кімнати Павла. Відбулася страшна штовханина, ширма впала на лампу, і вона згасла. Я вийшов, щоб принести вогню із сусідньої кімнати. У цей короткий проміжок часу Павла не стало…» Ланжерон, що записав розповідь Беннігсена з його слів, продовжує: «Очевидно, Беннігсен був свідком смерті государя, але не взяв безпосередньої участі у вбивстві … Вбивці кинулися на Павла, який лише слабко захищався, просив про пощастить. схожого на великого князя Костянтина, і сказав йому, як Цезар Бруту: Як, ваша високість тут?»[10]. Прусський історик Бернгарді зі слів того ж таки Беннігсена записав: "Павло намагався прокласти шлях до втечі. "Заарештовано! Що означає, заарештовано! — кричав він. Його силою утримували, причому особливо безцеремонно князь Яшвіль та майор Татарінов. Беннігсен двічі вигукнув: «Не противіться, пане, справа йде про ваше життя! Нещасний пробував пробитися і все повторював свої слова… Відбулася гаряча рукопашна, ширма перекинулася. Один офіцер кричав: „Уже чотири роки тому треба було покінчити з тобою“. Почувши в передпокої шум, багато хто хотів втекти, але Беннігсен підскочив до дверей і гучним голосом пригрозив заколоти кожного, хто спробує втекти. „Тепер уже пізно відступати“, — говорив він. Павло надумав гучним голосом кликати на допомогу. Не було сумніву, як скінчиться ця рукопашна з царем. Беннігсен наказав молодому сп'яненому князеві Яшвілю сторожити государя, а сам вибіг до передпокою, щоб розпорядитися щодо розміщення вартових…»[10]
- М. Фонвізін: «…Кілька погроз, що вирвалися у нещасного Павла, викликали Миколу Зубова, який мав атлетичну силу. Він тримав у руці золоту табакерку і з розмаху вдарив нею Павла у скроню, це було сигналом, яким князь Яшвіль, Татаринов, Гордонів і Скарятин люто кинулися на нього, вирвали з його рук шпагу: почалася з ним відчайдушна боротьба. Павло був міцний і сильний; його повалили на підлогу, тупцювали ногами, шпажним ефесом проломили йому голову і, нарешті, задавили шарфом Скарятина. На початку цієї мерзенної, огидної сцени Беннігсен вийшов у передспальну кімнату, на стінах якої були розвішані картини, і зі свічкою в руці спокійнісінько розглядав їх. Дивовижна холоднокровність!».
- «Один із змовників поспішив сповістити про це [зречення] Беннігсена, що залишався в суміжній кімнаті і з свічником у руці розглядав картини, розвішані по стінах. Почувши про зречення Павла, Беннігсен зняв з себе шарф і віддав спільнику, сказавши: „Ми не діти, щоб не розуміти тяжких наслідків, які матиме наше нічне відвідування Павла, тяжких для Росії та для нас. Хіба ми можемо бути впевнені, що Павло не наслідуватиме приклад Анни Іванівни?“. Цим смертний вирок було вирішено. Після перерахування всього зла, завданого Росії, граф Зубов ударив Павла золотою табакеркою у скроню, а шарфом Беннігсена зі срібної нитки його задушили»[3].

|                     | джерела | опис |
| ------------------- | --- | --- |
| Умисне вбивство     | А. Вельямінов-Зернов, М. Муравйов-Апостол, О. Воєйков, М. Леонтьєв, Д. Давидов, Д. Рунич, А. Ланжерон | Вбивство здійснюється п'яними офіцерами, якими маніпулюють лідери, які отримали наказ від Палена.                                                                                   |
| Варіант А           | | Павло прийняв усі умови змовників та підписав зречення. Тоді один із лідерів — П. Зубов чи Л. Беннігсен закликали до рішучих дій, і з Павлом покінчили.                             |
| Варіант Б           | сумнівні джерела | Павло підписав умови змовників. Беннігсен вийшов. У цей момент царя вбили п'яні змовники на чолі з Зубовим, який ними керував.                                                      |
| Ненавмисне вбивство | Н. Саблуков, А. Коцебу, К. Гейкінг, М. Фонвізін, А. Карр, А. де Барант, М. Біньйон, Наполеон, Серра-Капріолла, анонімний автор твору «Опис 23 березня 1801», Локателлі, Г. Армфельт, Стедінк, К. Розенцвейг, Ла-Рош-Емон, Росс, А. Чарторийський, П. Чичагов. | Павлу запропонували зректися, але він не тільки відмовився, але чинив відчайдушний опір, затіяв сварку, в якій був убитий.                                                          |
| варіант             | | Павло спочатку погрожував змовникам карами, потім намагався розжалобити їх і навіть зумів похитнути їхню рішучість. І тоді лідери закликали до рішучих дій і навіть самі почали їх. |

#### Залишок ночі

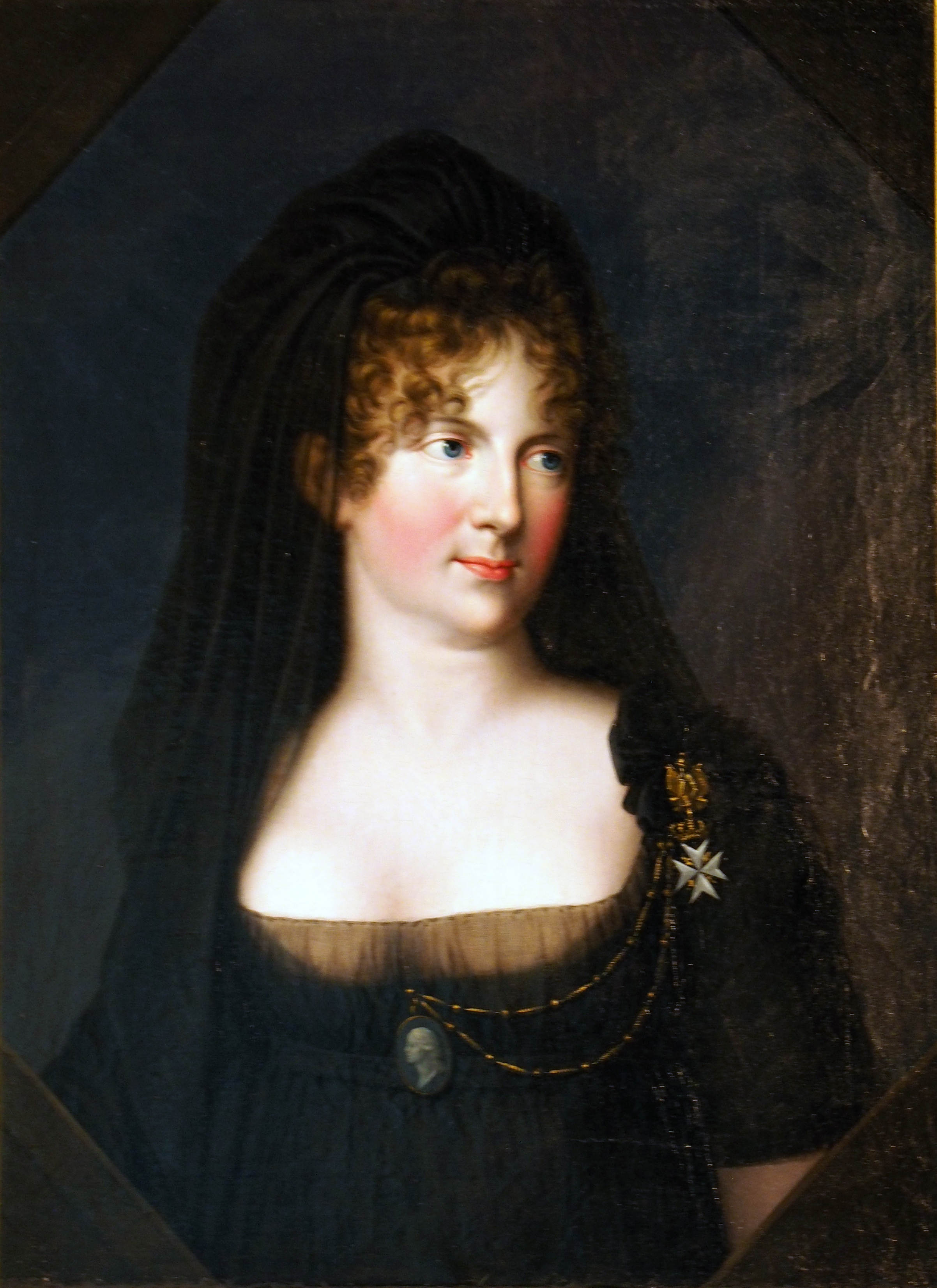
Марія Федорівна у вдовиному вбранні

- Звістка Олександру про смерть, можливо повідомив Микола Зубов, або К. Полторацький, Пален із Беннігсеном. Потім будять Костянтина. Олександр посилає дружину Єлизавету Олексіївну до імператриці Марії Федорівни, і, очевидно, повторюючи рекомендації Палена і Беннігсена, каже: «Я не відчуваю ні себе, ні що я роблю — я не можу зібратися з думками; мені треба втекти з цього палацу. Ідіть до матері і запросіть її якнайшвидше приїхати до Зимового палацу»[4].
- Новину імператриці Марії Федорівні повідомила графиня Шарлотта Лівен. Мемуаристи пишуть, що вона зомліла, але швидко оговталася. Крім того, Марія Федорівна заявила, за свідченнями очевидців, що коронована і має тепер царювати нім. Ich will regieren!. З години до п'ятої ранку вона відмовлялася підкоритися синові та новому імператору. Вона зробила три спроби опанувати ситуацію. Вельямінов-Зернов: "Раптом імператриця Марія Федорівна ломиться у двері і кричить: «Пустіть, пустіть! Хтось із Зубових сказав: „Витягніть цю бабу“. Євсей Горданов, чоловік сильний, схопив її в оберемок і приніс, як ношу, назад у її спальню». Потім вона намагається прорватися на балкон і звернутися до військ, але її зупиняє Пален. Остання спроба Марії Федорівни — пройти до тіла чоловіка іншими кімнатами через розташування Полторацького, який довго не пускає її до тіла, але нарешті отримує на це дозвіл Беннігсена, однак імператриці, що сказав, «Мадам, не грайте комедію»[4]. Єлизавета Олексіївна завжди її супроводжувала, чим дуже дратувала свекруху.
- Саблуков описує наступний візит імператриці до тіла чоловіка, тепер уже разом із сином:

|  | «Олександр Павлович, який тепер сам уперше побачив понівечене обличчя свого батька, нафарбоване і підмазане, був вражений і стояв у німому заціпенінні. Тоді імператриця-мати обернулася до сина з виразом глибокого горя і з виглядом повної гідності сказала: "тепер вас вітаю - ви імператор". При цих словах Олександр, як сніп, звалився без почуттів». |

- 2:00 Олександр та Костянтин у кареті залишають Михайлівський замок, повний п'яних офіцерів. Олександр кличе приїхати матір, але вона відмовляється. Ейдельман пише, що імператриця-вдова, яка хотіла отримати владу, блукала палацом, доки Беннігсен не зумів її замкнути та ізолювати. Тільки о шостій годині ранку вона погоджується їхати до Зимового.

## Після вбивства
- На ранок було видано написаний Дмитром Трощинським маніфест, у якому підданим повідомлено, що Павло помер від апоплексичного удару.

### Реакція російських підданих
- Петербуржці: «Щойно звістка про кончину імператора поширилася в місті, негайно з'явилися зачіски a la Titus, зникли коси, обрізалися буклі і панталони; круглі капелюхи та чоботи з відворотами наповнили вулиці». «Щойно розвиднілося, як вулиці наповнилися народом. Знайомі та незнайомі обіймалися між собою та вітали один одного із щастям — і спільним, і приватним для кожного нарізно». «Незнайомі цілувалися один з одним як у Великдень, та й справді це було воскресіння всієї Росії до нового життя»[1]. Однак велика була і кількість людей, які мали огиду до того, що сталося.
- Фонвізін у своїх записках вказує: «Посеред безлічі царедворців, що зібралися, нахабно походжали змовники і вбивці Павла. Вони, що не спали ніч, напівп'яні, розпатлані, ніби пишаючись злочином своїм, мріяли, що царюватимуть з Олександром. Порядні люди в Росії, не схвалюючи засіб, яким вони позбулися тиранії Павла, раділи його падінню. Історіограф Карамзін каже, що звістка про цю подію була загалом державі вісті спокути: у будинках, на вулицях люди плакали, обіймали один одного, як у день Світлого Воскресіння. Це захоплення виявило однак одне дворянство, інші стану прийняли цю звістку досить байдуже».

### Тіло вбитого
- Вказують, що решту ночі лейб-медик Вільє обробляв труп Павла, щоб на ранок його можна було показати військам на доказ його природної смерті. Незважаючи на всі старання, на обличчі покійного було видно сині та чорні плями. Вільє допомагали лікарі Гриві та Гутрі. Тіло хотіли показати солдатам, що хвилюються, щоб довести, що цар дійсно помер, і треба присягати Олександру.
- Також повідомляють, що з Гатчини був викликаний придворний живописець Якоб Меттенлейтер, хранитель гатчинської картинної галереї, якого викликали з пензлями і фарбами гримувати труп[8].

Опис Коцебу зі слів лейб-медика Гриві:
|  | На тілі було багато слідів насильства. Широка смуга навкруги шиї, сильний крововилив на скроні (від удару... нанесеного ударом пістоля), червона пляма на боці, але жодної рани гострим знаряддям, два червоні шрами на обох стегнах; на колінах і далеко біля них значні ушкодження, які доводять, що його примусили стати на коліна, щоб легше було задушити. Крім того, все тіло загалом було вкрите невеликими патьоками; вони, ймовірно, походять від ударів, завданих уже після смерті. |

Коли імператор лежав у труні, його трикутний капелюх був насунутий на чоло так, щоб приховати, наскільки можливо, ліве око і забиту скроню. н. І. Греч пише, як ходив прощатися з тілом: «Щойно увійдеш у двері, вказували на іншу з умовлянням: будьте ласкаві проходити. Я разів десять від нічого робити ходив до Михайлівського замку і міг бачити тільки підошви ботфортів імператора і поля широкого капелюха, насунутого на чоло».

### Поховання

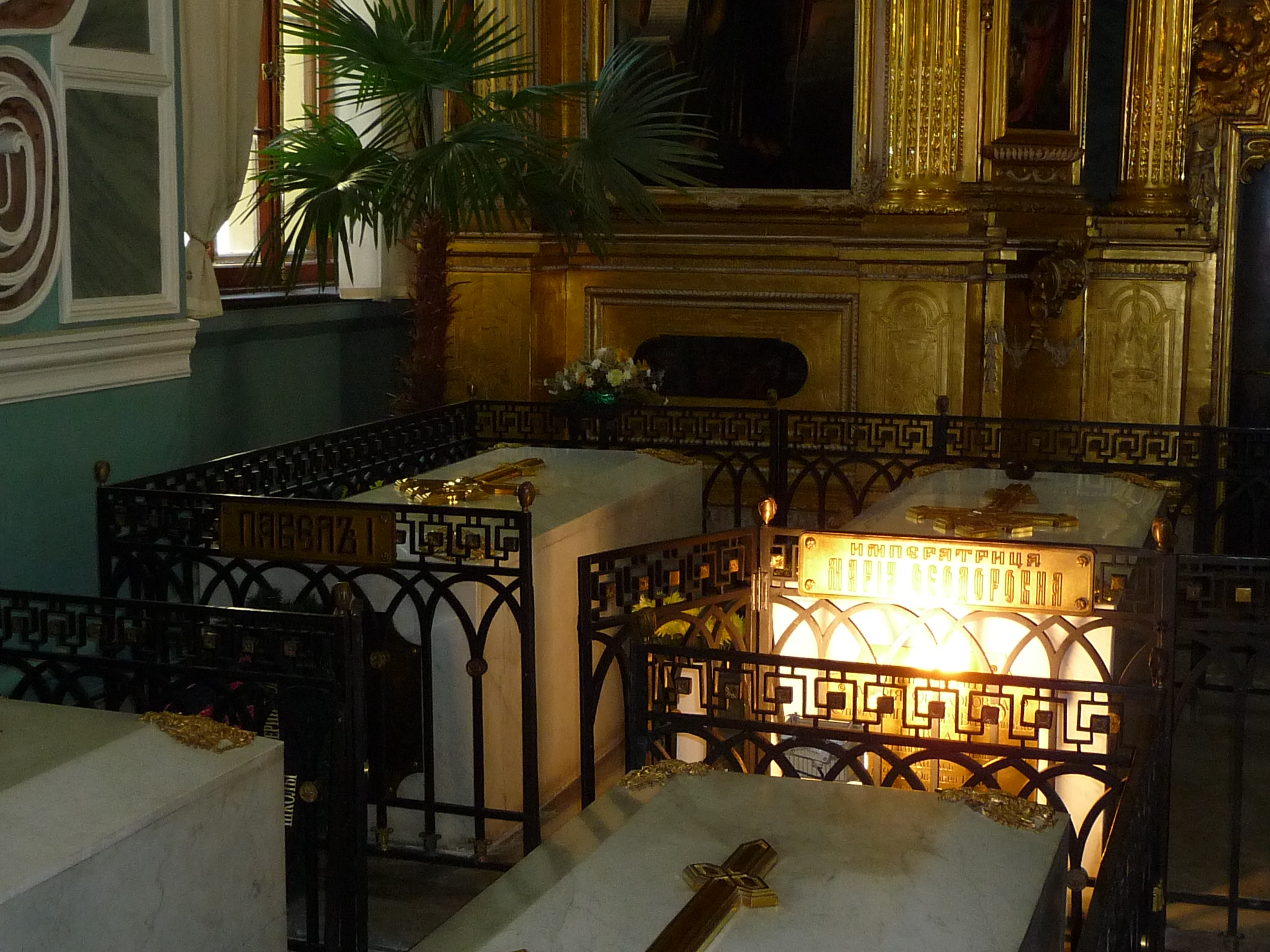
Надгробок Павла I та Марії Федорівни у Петропавлівському соборі

Відспівування та поховання відбулося 23 березня, у Велику суботу; скоєно всіма членами Святішого Синоду на чолі з митрополитом Санкт-Петербурзьким Амвросієм (Подобедовим).

### Чутки та цензура
- Офіційною версією смерті Павла був апоплексичний удар (інсульт), тому ходив жарт про те, що він помер від апоплексичного удару табакеркою у скроню.
- У 1852 р. у Гатчині відкрили пам'ятник Павлу I. Під час урочистої церемонії імператор Микола I розплакався: «Покрови зняли, але мотузка залишилася на шиї статуї, і державний син, побачивши це, заплакав. Усіх вразила ця випадковість».[8]
- Про царевбивство в підцензурній пресі не писали до 1905 року. Папери осіб, які брали участь у змові після їхньої кончини вилучалися державою.
- Водночас емігрантська та іноземна преса писала на цю тему.

### Привид Павла
Інша, більш відома легенда свідчить, що примара вбитого змовниками імператора не змогла залишити місце своєї смерті. Примару царя стали бачити взвод солдатів столичного гарнізону, що перевозив військове майно, нові мешканці палацу — розвідний єфрейтор училища Лямін і перехожі, що помічали у вікнах фігуру, що світилася. Чутки про привид з'являються не раніше кінця 1840-х років.
Образ привида активно використовувався, якщо не був створений, старшими кадетами Миколаївського інженерного училища, що влаштувався Михайлівському замку, для залякування молодших.:11-12
Популярність привиду принесла цікава, але повною мірою демістифікуюча розповідь Миколи Лєскова «Привид в Інженерному замку», метою якого було привернення уваги до дідівщини, яка панувала в училищі.
У 1980-і роки співробітники Комісії з аномальних явищ при Російському географічному товаристві Російської Академії Наук провели обмежене та неофіційне дослідження передбачуваної аномальної активності в будівлі. Дослідження полягало в опитуванні окремих співробітників Патентної бібліотеки (що розташовувалась у цей час у Михайлівському замку), зйомці приміщень на плівковий фотоапарат та вимірюванні магнітного поля. Також використовувався метод, відомий як лозоходство:14-15.

### Наслідки та пам'ять
- На престол вступив Олександр I, у результаті загальна атмосфера країни відразу ж змінилася. Проте самому Олександру вбивство завдало глибокої психологічної травми, яка, можливо, викликала його звернення до містицизму в кінці життя. Фонвізін описує його реакцію на новину про вбивство: «Коли все скінчилося, і він дізнався про страшну істину, скорбота його була невимовна і доходила до відчаю. Згадка про цю страшну ніч переслідувала його все життя і отруювала його таємним смутком»[1] . Дружина Олександра, Єлизавета Олексіївна, писала: «Страшна рана в його душі не загоїться ніколи».
- Марія Федорівна переселилася до Павловська, її відносини з сином зіпсувалися.
- Постраждало оточення Павла:
  - Івана Кутайсова — заарештовано
  - Мадам Шевальє — вислана
- Змовники вважали, що з новому государі вони займуть помітні місця у державі. Чарторийський пише, що «Олександр поступово видалив … ватажків перевороту, — видалив не через те, що вважав їх небезпечними, але з почуття бридкості і огиди, яке він відчував при одному їх вигляді»[1] . Першим був ввіддалений Пален, чому сприяла поведінка Марії Федорівни.
- Напередодні загибелі Павла Наполеон підійшов до укладення союзу з Росією. Вбивство Павла I у березні 1801 року надовго відсунуло цю можливість — до Тільзитського миру 1807 року. Відносини з Англією, навпаки, було відновлено.
- У 1858 році на місці колишніх покоїв імператора Павла I, в яких його було вбито, за наказом його онука імператора Олександра II влаштували церкву святих апостолів Петра і Павла[14].
- В Ермітажі зберігається табакерка, в якій є вкладиш червоного саф'яну з тисненим золотом написом: «належала Обер-Шталмейстеру графу Миколі Олександровичу ЗУБОВУ» і до якої додавалася записка німецькою мовою: «Getragen von Frsten Platon Alexandrwitch Subow am 11 Маrz 1801 — була при князі Платоні Олександровичу Зубову 11 березня 1801 року». Водночас, за словами першого дослідника табакерки О. Костюк, експонат важить 84,74 г, тому версія про те, що саме цією табакеркою вдарив Павла Микола Зубов, віддається сумніву[15].

## У культурі
- О. Пушкін. Ода «Вільність».
- С. Бобров. «Ніч березня 1801 року».
- Є. Полянська. «Михайлівський замок: Драматичні сцени».
- М. Алданів. «Змова».

### Кіно
- Сергій Соловйов. Асса — 1987
- Дмитро Світлозаров. Телесеріал Агент національної безпеки -3 (серія «Падишах») — 2001 рік.
- Ілля Хотиненко. Золоте століття — 2003 рік.
- Віталій Мельников. Бідолашний, бідний Павло — 2003 рік.
- Авангард Леонтьєв. Телесеріал Ад'ютанти кохання — 2005
- Телесеріал Катерина — 2014 рік.
- Павло Табаков. Телесеріал Катерина. Зліт — 2016 рік.
- Павло Табаков. Телесеріал Катерина. Самозванці — 2019 рік.